# Nace una estrella (reality show)
"Nace una estrella", es un reality show costarricense producido como un formato de canto original de Teletica. La idea del programa es encontrar nuevos artistas nacionales, mediante un concurso de canto. Durante 12 galas, 17 participantes, serán divididos en dos grupos, 12 adultos y 5 niños.
La primera temporada fue transmitida a partir del el sábado 18 de abril del 2009 a las 7 p. m. con cambios de horario para los países que sintonizan la señal internacional de Teletica y finalizó el 21 de junio del 2009. El programa era en vivo y se realizaba en el Auditorio Nacional, ubicado en el Museo de los Niños y contó con la presencia de un público de 700 personas, lo cual aportó gran riqueza a la Gala. 
La segunda temporada fue transmitida a partir del sábado 20 de marzo, desde el estudio Marco Picado en Sabana Oeste, San José. 
La tercera temporada se realizó a partir del sábado 16 de abril del 2011.
La cuarta temporada inició el 28 de abril de 2012. 
En 2021, tras diez años de ausencia al aire, se llevó a cabo la Quinta Temporada en cadena nacional, inició el 2 de mayo de 2021 a las 7 de la noche. 
La sexta temporada fue anunciada el 7 de junio del 2023 y se estrenó el 3 de septiembre del 2023 a las 7 p. m. 
La séptima temporada fue oficialmente anunciada el 23 de enero del 2025 y será estrenada el 6 de abril de 2025.
- Artículo principal:  aquí

## Elenco

### Presentadores
Edgar Silva y Mauricio Hoffman han sido los presentadores que más temporadas han trabajado del programa. Edgar estuvo ausente para la temporada 3 y Mauricio Hoffman para la temporada 5. Junto a ellos, en la temporada 1, se unió como presentadora Pamela Alfaro, pero para las temporadas de la 2 hasta la 4 fue remplazada por Cristiana Nassar. Para la temporada 5 y 6 la presentadora femenina fue Johanna Solano y se unió María Fernanda León en la temporada 6. En la temporada 7, Lisbeth Valverde ingresó en lugar de María Fernanda León como copresentadora.

### Jurado
Los jueces han ido variando en relación con las distintas temporadas. Para las tres primeras temporadas, Luis Alonso Naranjo, Pato Barraza, Marta Fonseca y Álvaro Esquivel fueron los jurados. Este panel fue remplazado para la cuarta temporada por Marvin Araya, Jaime Gamboa y Cheko D' Ávila. Para la quinta temporada el jurado se vuelve a restructurar con los integrantes: Debi Nova, Marvin Araya, Joaquín Yglesias y Ricardo Padilla, hasta la temporada 6. Para la temporada 7, Ricardo Padilla ya no formó parte del jurado. En su lugar, Myriam Hernández ingresó como jueza internacional.

### Línea de tiempo del elenco
Clave de color:
| Presentador | Copresentador/a | Backstage | Juez | Concursante | Juez invitado |

| Edgar Silva         |
| Johanna Solano      |
| Lisbeth Valverde    |
| María Fernanda León |
| Mauricio Hoffman    |
| Cristiana Nassar    |
| Pamela Alfaro       |
| Debi Nova           |
| Marvin Araya        |
| Joaquín Yglesias    |
| Myriam Hernández    |
| Ricardo Padilla     |
| Jaime Gamboa        |
| Cheko D'Ávila       |
| Marta Fonseca       |
| Luis Alonso Naranjo |
| Pato Barraza        |
| Álvaro Esquivel     |

## Especificaciones de las temporadas
| Temporada | Nro. de       | Nro. de | Fechas de duración                        | Cantantes finalistas              | Cantantes finalistas                  | Cantantes finalistas                |
| Temporada | Participantes | Semanas | Fechas de duración                        | Primer puesto                     | Segundo puesto                        | Tercer puesto                       |
| --------- | ------------- | ------- | ----------------------------------------- | --------------------------------- | ------------------------------------- | ----------------------------------- |
| 1         | 10            | 10      | 19 de abril — 21 de junio de 2009         | Xiomara Ramírez & Yecson Carvajal |                                       | Roger Morales                       |
| 2         | 10            | 12      | 20 de marzo — 5 de mayo de 2010           | Cristian Madriz                   | Danyer Garro                          | Elizabeth Santamaría                |
| 3         | 15            | 12      | 16 de abril — 2 de junio de 2011          | Haury Cerdas y Adriana Lobo       | Samuel Saborío y Joselyn Alfaro       | Fernanda Monge y Alejandra Corrales |
| 4         | 15            | 12      | 29 de abril — 15 de julio de 2012         | Carlos Castillo y Imani Campbell  | Yaritza Nuñez y Alexander "Alex" Mata | Fernando Barrientos y Pablo Mesén   |
| 5         | 15            | 12      | 2 de mayo — 31 de julio de 2021           | "Zorán" Arce y Sara Barboza       | "Kike" Ramírez y Ariel Darío          | Priscilla Díaz y Juanis Sanabria    |
| 6         | 17            | 12      | 3 de septiembre — 19 de noviembre de 2023 | Gustavo Marín y Jeremy Solís      | Jeff-ON y Mariser Picado              | Ana Laura Madrigal y Lucas Guerrero |
| 7         | 17            | 12      | 6 de abril - 6 de julio de 2025           | Yeris Lobo y Juan David Montero   | Rosmery Navarro y Vivianne Juárez     | Franciny Castillo y Santiago Abarca |

### Estadísticas de las galas de los Ganadores
|   |            |        |        |      |      |      |      |      |      |      |      |      |        |          |          |          |          |          |          |          |          |          |          |          |          |          |          |          |          |          |          |          |          |          |          |          |          |          |          |          |          |          |          |          |          |          |          |          |          |          |          |          |          |
| 1 | Xiomara    | -      | 38     | 46   | 92   | 100  | 95   | 98   | 92   | N/A  | N/A  | 142  | 147    | Ganadora | Ganadora | Ganadora | Ganadora | Ganadora | Ganadora | Ganadora | Ganadora | Ganadora | Ganadora | Ganadora | Ganadora | Ganadora | Ganadora | Ganadora | Ganadora | Ganadora | Ganadora | Ganadora | Ganadora | Ganadora | Ganadora | Ganadora | Ganadora | Ganadora | Ganadora | Ganadora | Ganadora | Ganadora | Ganadora | Ganadora | Ganadora | Ganadora | Ganadora | Ganadora | Ganadora | Ganadora | Ganadora | Ganadora | Ganadora |
| 1 | Yecson     | -      | 44     | 49   | 85   | 89   | 86   | 95   | 94   | N/A  | N/A  | 144  | 147    | Ganador  | Ganador  | Ganador  | Ganador  | Ganador  | Ganador  | Ganador  | Ganador  | Ganador  | Ganador  | Ganador  | Ganador  | Ganador  | Ganador  | Ganador  | Ganador  | Ganador  | Ganador  | Ganador  | Ganador  | Ganador  | Ganador  | Ganador  | Ganador  | Ganador  | Ganador  | Ganador  | Ganador  | Ganador  | Ganador  | Ganador  | Ganador  | Ganador  | Ganador  | Ganador  | Ganador  | Ganador  | Ganador  | Ganador  | Ganador  |
|   |            |        |        |      |      |      |      |      |      |      |      |      |        |          |          |          |          |          |          |          |          |          |          |          |          |          |          |          |          |          |          |          |          |          |          |          |          |          |          |          |          |          |          |          |          |          |          |          |          |          |          |          |          |
| 2 | Cristian   | 37     | 40     | 40   | 39   | 78   | 59   | 75   | 76   | 72   | 79   | 79   | 78     | Ganador  | Ganador  | Ganador  | Ganador  | Ganador  | Ganador  | Ganador  | Ganador  | Ganador  | Ganador  | Ganador  | Ganador  | Ganador  | Ganador  | Ganador  | Ganador  | Ganador  | Ganador  | Ganador  | Ganador  | Ganador  | Ganador  | Ganador  | Ganador  | Ganador  | Ganador  | Ganador  | Ganador  | Ganador  | Ganador  | Ganador  | Ganador  | Ganador  | Ganador  | Ganador  | Ganador  | Ganador  | Ganador  | Ganador  | Ganador  |
|   |            |        |        |      |      |      |      |      |      |      |      |      |        |          |          |          |          |          |          |          |          |          |          |          |          |          |          |          |          |          |          |          |          |          |          |          |          |          |          |          |          |          |          |          |          |          |          |          |          |          |          |          |          |
| 3 | Haury      | 30     | 36     | 40   | 35   | 39   | 34   | 38   | 40   | 37   | 74   | 79   | 80     | Ganador  | Ganador  | Ganador  | Ganador  | Ganador  | Ganador  | Ganador  | Ganador  | Ganador  | Ganador  | Ganador  | Ganador  | Ganador  | Ganador  | Ganador  | Ganador  | Ganador  | Ganador  | Ganador  | Ganador  | Ganador  | Ganador  | Ganador  | Ganador  | Ganador  | Ganador  | Ganador  | Ganador  | Ganador  | Ganador  | Ganador  | Ganador  | Ganador  | Ganador  | Ganador  | Ganador  | Ganador  | Ganador  | Ganador  | Ganador  |
| 3 | Adriana    | 35     | 36     | 38   | 38   | 40   | 40   | 40   | 34   | 40   | 40   | 78   | 77     | Ganadora | Ganadora | Ganadora | Ganadora | Ganadora | Ganadora | Ganadora | Ganadora | Ganadora | Ganadora | Ganadora | Ganadora | Ganadora | Ganadora | Ganadora | Ganadora | Ganadora | Ganadora | Ganadora | Ganadora | Ganadora | Ganadora | Ganadora | Ganadora | Ganadora | Ganadora | Ganadora | Ganadora | Ganadora | Ganadora | Ganadora | Ganadora | Ganadora | Ganadora | Ganadora | Ganadora | Ganadora | Ganadora | Ganadora | Ganadora |
|   |            |        |        |      |      |      |      |      |      |      |      |      |        |          |          |          |          |          |          |          |          |          |          |          |          |          |          |          |          |          |          |          |          |          |          |          |          |          |          |          |          |          |          |          |          |          |          |          |          |          |          |          |          |
| 4 | Carlos     | 22.0   | 24.5   | 23.5 | 22.5 | 17.5 | 26.5 | 60.0 | 59.0 | 60.0 | 58.5 | 59.5 | 89.5   | Ganador  | Ganador  | Ganador  | Ganador  | Ganador  | Ganador  | Ganador  | Ganador  | Ganador  | Ganador  | Ganador  | Ganador  | Ganador  | Ganador  | Ganador  | Ganador  | Ganador  | Ganador  | Ganador  | Ganador  | Ganador  | Ganador  | Ganador  | Ganador  | Ganador  | Ganador  | Ganador  | Ganador  | Ganador  | Ganador  | Ganador  | Ganador  | Ganador  | Ganador  | Ganador  | Ganador  | Ganador  | Ganador  | Ganador  | Ganador  |
| 4 | Imani      | 20.5   | 23.0   | 25.0 | 26.0 | 17.0 | 27.0 | 57.0 | 60.0 | 58.5 | 59.0 | 60.0 | 88.5   | Ganadora | Ganadora | Ganadora | Ganadora | Ganadora | Ganadora | Ganadora | Ganadora | Ganadora | Ganadora | Ganadora | Ganadora | Ganadora | Ganadora | Ganadora | Ganadora | Ganadora | Ganadora | Ganadora | Ganadora | Ganadora | Ganadora | Ganadora | Ganadora | Ganadora | Ganadora | Ganadora | Ganadora | Ganadora | Ganadora | Ganadora | Ganadora | Ganadora | Ganadora | Ganadora | Ganadora | Ganadora | Ganadora | Ganadora | Ganadora |
|   |            |        |        |      |      |      |      |      |      |      |      |      |        |          |          |          |          |          |          |          |          |          |          |          |          |          |          |          |          |          |          |          |          |          |          |          |          |          |          |          |          |          |          |          |          |          |          |          |          |          |          |          |          |
| 5 | Zorán      | 35     | 39     | 40   | 40   | 38   | 47   | 87   | 95   | 99   | 48   | 90   | 74.79% | Ganador  | Ganador  | Ganador  | Ganador  | Ganador  | Ganador  | Ganador  | Ganador  | Ganador  | Ganador  | Ganador  | Ganador  | Ganador  | Ganador  | Ganador  | Ganador  | Ganador  | Ganador  | Ganador  | Ganador  | Ganador  | Ganador  | Ganador  | Ganador  | Ganador  | Ganador  | Ganador  | Ganador  | Ganador  | Ganador  | Ganador  | Ganador  | Ganador  | Ganador  | Ganador  | Ganador  | Ganador  | Ganador  | Ganador  | Ganador  |
| 5 | Sara       | 35     | 40     | 37   | 35   | 34   | 50   | 89   | 50   | 48   | 94   | 50   | 52.39% | Ganadora | Ganadora | Ganadora | Ganadora | Ganadora | Ganadora | Ganadora | Ganadora | Ganadora | Ganadora | Ganadora | Ganadora | Ganadora | Ganadora | Ganadora | Ganadora | Ganadora | Ganadora | Ganadora | Ganadora | Ganadora | Ganadora | Ganadora | Ganadora | Ganadora | Ganadora | Ganadora | Ganadora | Ganadora | Ganadora | Ganadora | Ganadora | Ganadora | Ganadora | Ganadora | Ganadora | Ganadora | Ganadora | Ganadora | Ganadora |
|   |            |        |        |      |      |      |      |      |      |      |      |      |        |          |          |          |          |          |          |          |          |          |          |          |          |          |          |          |          |          |          |          |          |          |          |          |          |          |          |          |          |          |          |          |          |          |          |          |          |          |          |          |          |
| 6 | Gustavo    | 31     | 29     | 31   | 36   | 34   | 33   | 39   | 40   | 75   | 80   | 58   | 32.08% | Ganador  | Ganador  | Ganador  | Ganador  | Ganador  | Ganador  | Ganador  | Ganador  | Ganador  | Ganador  | Ganador  | Ganador  | Ganador  | Ganador  | Ganador  | Ganador  | Ganador  | Ganador  | Ganador  | Ganador  | Ganador  | Ganador  | Ganador  | Ganador  | Ganador  | Ganador  | Ganador  | Ganador  | Ganador  | Ganador  | Ganador  | Ganador  | Ganador  | Ganador  | Ganador  | Ganador  | Ganador  | Ganador  | Ganador  | Ganador  |
| 6 | Jeremy     | 29     | 28     | 32   | 38   | 35   | 32   | 34   | 39   | 66   | 73   | 57   | 77.97% | Ganador  | Ganador  | Ganador  | Ganador  | Ganador  | Ganador  | Ganador  | Ganador  | Ganador  | Ganador  | Ganador  | Ganador  | Ganador  | Ganador  | Ganador  | Ganador  | Ganador  | Ganador  | Ganador  | Ganador  | Ganador  | Ganador  | Ganador  | Ganador  | Ganador  | Ganador  | Ganador  | Ganador  | Ganador  | Ganador  | Ganador  | Ganador  | Ganador  | Ganador  | Ganador  | Ganador  | Ganador  | Ganador  | Ganador  | Ganador  |
|   |            |        |        |      |      |      |      |      |      |      |      |      |        |          |          |          |          |          |          |          |          |          |          |          |          |          |          |          |          |          |          |          |          |          |          |          |          |          |          |          |          |          |          |          |          |          |          |          |          |          |          |          |          |
| 7 | Yeris      | Seguro | Seguro | 30   | 28   | 26   | 20   | 34   | 37   | 74   | 72   | 77   | 42.68% | Ganador  | Ganador  | Ganador  | Ganador  | Ganador  | Ganador  | Ganador  | Ganador  | Ganador  | Ganador  | Ganador  | Ganador  | Ganador  | Ganador  | Ganador  | Ganador  | Ganador  | Ganador  | Ganador  | Ganador  | Ganador  | Ganador  | Ganador  | Ganador  | Ganador  | Ganador  | Ganador  | Ganador  | Ganador  | Ganador  | Ganador  | Ganador  | Ganador  | Ganador  | Ganador  | Ganador  | Ganador  | Ganador  | Ganador  | Ganador  |
| 7 | Juan David | Seguro | Seguro | 30   | 23   | 24   | 23   | 33   | 32   | 65   | 69   | 80   | 61.5%  | Ganador  | Ganador  | Ganador  | Ganador  | Ganador  | Ganador  | Ganador  | Ganador  | Ganador  | Ganador  | Ganador  | Ganador  | Ganador  | Ganador  | Ganador  | Ganador  | Ganador  | Ganador  | Ganador  | Ganador  | Ganador  | Ganador  | Ganador  | Ganador  | Ganador  | Ganador  | Ganador  | Ganador  | Ganador  | Ganador  | Ganador  | Ganador  | Ganador  | Ganador  | Ganador  | Ganador  | Ganador  | Ganador  | Ganador  | Ganador  |

     Puntaje más alto.

     Puntaje más bajo.

     Puntaje más alto, enfrentamiento y salvado/a por el jurado.

     Enfrentamiento y salvado/a por el jurado.

## Primera Temporada (2009)
- Artículo principal: Nace una Estrella (temporada 1)

Fue transmitida a partir del sábado 18 de abril del 2009 a las 7 p. m. con cambios de horario para los países que sintonizan la señal internacional de Teletica y finalizó el 21 de junio del 2009. El programa era en vivo y se realizaba en el Auditorio Nacional, ubicado en el Museo de los Niños y contó con la presencia de un público de 700 personas, lo cual aportó gran riqueza a la Gala.

### Formato y mecánica
La idea del programa es encontrar nuevos artistas nacionales, mediante un concurso de canto. Durante 10 galas, 10 participantes mostrarán su voz ante un jurado formado por 4 famosos cantantes nacionales. En todas las galas, los participantes deberán cantar como solistas en la primera ronda, en la segunda ronda deberán hacerlo de acuerdo con algún reto que les asigne la producción. Después de cada interpretación, los 4 jurados emitirán su calificación, que será de 1 a 10, esta misma no es mostrada hasta el final de la noche. Por otra parte, hay una mesa de la radio conformada por 5 representantes de las radios nacionales, entre ellos se pondrán de acuerdo y emitirán una calificación de 1 a 10 que será mostrada al concursante. Los votos del jurado no tienen valor significativo para la competencia, ya que es el público el que elige cuáles concursantes continúan en la competencia con mensajes SMS, pero si son importantes en la final, debido a que es el jurado que escoge al ganador. Los mensajes de texto se irán acumulando a lo largo de tres programas, en el tercer programa los 3 concursantes con menos apoyo se irán a un enfrentamiento, en el cual cada uno cantará como solista. El jurado emitirá su calificación y salvará a uno de los concursantes, quedándose así, el que tenga la mayor calificación emitida por el jurado. Los otros dos concursantes serán eliminados de la competencia.
Para la séptima gala, la producción realizó algunos cambios, los concursantes ya no pueden escoger la canción que irán a interpretar, ahora esto le corresponde a la producción. Además le dio la oportunidad de volver a 2 de los 4 participantes que habían sido eliminados

### Premios
El primer lugar se ganará 15 mil dólares, el segundo lugar 5 mil dólares, el tercer lugar 2 mil dólares. El cuarto lugar 1500 dólares, los demás concursantes 1000 dólares.

### Presentadores
- Edgar Silva: periodista, productor y presentador de la revista matutina de Teletica Canal 7 Buen Día, ha sido conductor de grandes programas como El Chinamo, Miss Costa Rica, Bailando por un sueño 1 y 2, Cantando por un Sueño, Bailando por un Sueño: El Reto Costa Rica - Panamá.

- Pamela Alfaro: modelo, Chica E! Centroamérica 2005, fue la ganadora de Cantando por un Sueño, fue presentadora en Bailando por un Sueño 2.

- Mauricio Hoffman: presentador de Sábado Feliz y Super Estrellas, ganador de Bailando por un Sueño 1, ha sido presentador de Cantando por un Sueño, Bailando por un Sueño 2.

### Jurado
- Álvaro Esquivel: compositor, Director de Orquesta, Productor Musical y Arreglista.

- Pato Barraza: cantante, exponente de la música original costarricense, ha incursionado en varios géneros como soul, jazz, rock, vocalista de la banda Inconsciente Colectivo y en una variedad de comerciales en radio y televisión.

- Marta Fonseca: cantante, ha estado en varios grupos como Amalgama (1986), Suit Doble (1997), también ha participado con otros cantantes como José Capmany, Bernardo Quesada, Pato Barraza, Lencho Salazar, entre otros. También ha compartido escenario con artistas internacionales, entre ellos Alex Sinteck y Allanis Morrisette. Actualmente está promocionando su 4 disco como solista: ¨Mundo Secreto”.

- Luis Alonso Naranjo: Debutó a los 18 años, con el grupo Oveja Negra. En 1994, entró al grupo de música cristiana Senderos, donde dirigió y arregló varias de sus producciones, en el 2007 fue ganador en los premios Acam como arreglista de año, compositor y autor del año y grupo revelación del año para Escats.

- Qué dice la radio: en todos los programas, 5 figuras reconocidas de las radioemisoras nacionales evaluarán cada presentación de los participantes. Esta evaluación colegiada se unirá a la del jurado y formará parte de la calificación final de cada concursante.

### Profesores
- Carlos Guzmán: Compositor, arreglista y director musical.

- Ricardo Sáez: arreglista, compositor y director musical. Actualmente es creador y productor de Jingles así como creativo de publicidad y asesor en mercadeo para diferentes marcas.

- Luz María Romero: Licenciada en Ciencias y Artes Musicales. Pedagoga en Educación Musical, también fue profesora en Cantando por un Sueño. Durante el desarrollo del programa estuvo embarazada y dio a luz el mismo día en que finalizó Nace una Estrella, el sábado 20 de junio de 2009 a las 13:13.

- Gine Chambers: cantante, alcanzó grandes éxitos y realizó numerosas giras por Europa, América del Sur y Estados Unidos.

- Duvalier Quirós: cantante, también ha sido profesor en Cantando por un Sueño.

### Asesores
Asesor Musical
- Alfredo “El Chino” Moreno: programador de emisoras de radio, productor y descubridor de talentos en la música. Actualmente es director de las 7 emisoras del Grupo CRC.

Asesor en técnicas de canto
- María Marta López: Cantante clásico pop, máster en música, actualmente es preparadora en canto y profesora de canto de la Universidad de Costa Rica y es capacitadora en empresas financieras en el campo de la voz. También fue jurado en Cantando por un Sueño.

Asesor Artístico de Puesta en Escena
- Humberto Canessa: Bailarín desde hace más de 20 años, director, ganador de dos premios nacionales, reconocido coreógrafo. Es fundador del Laboratorio Interdisciplinario del Cuerpo y la Escena (LINCE), es fundador de la Corpus Érigo Danza Contemporánea, ha participado en una gran cantidad de espectáculos como bailarín y coreógrafo, fue el jurado del mejor paso en la Segunda Temporada de Bailando por un Sueño en Costa Rica. Fue jurado en Bailando por un Sueño. El Reto: Costa Rica - Panamá.

Asistencia Artística
- Miguel Bolaños Correa: Bailarín, pedagogo y coreógrafo.

### Participantes
| Participante          | Ocupación             | Edad    | Nacionalidad  | Puesto alcanzado           | Enfrentamientos |
| --------------------- | --------------------- | ------- | ------------- | -------------------------- | --------------- |
| Xiomara Ramírez       | Estudiante            | 18 años | costarricense | Ganadora                   | 1               |
| Yecson Carvajal       | Estudiante            | 22 años | costarricense | Ganador                    | 1               |
| Roger Morales         | Estudiante            | 17 años | costarricense | Tercer lugar               | 0               |
| Miguel Ángel Tijerino | Productor Audiovisual | 20 años | costarricense | Finalista                  | 2               |
| Eduardo Quesada       | Profesor              | 29 años | costarricense | 7.º concursante eliminado  | 3               |
| Mariela Fonseca       | Estudiante            | 12 años | costarricense | 6.ª concursante eliminada  | 1               |
| José Daniel González  | Estudiante            | 15 años | costarricense | 5.º concursante eliminado  | 1               |
| Valeria Sibaja        | Estudiante            | 15 años | costarricense | 4.ª concursante eliminada  | 1               |
| Marta Castro          | Cantante              | 27 años | panameña      | 2.ª concursante eliminada  | 1               |
| Luis Guillermo        | Músico                | 21 años | costarricense | 1.er concursante eliminado | 1               |

### Los Votos del Jurado
Los votos del jurado no tienen una decisión definitiva en la competencia, pero en la última gala si ya que son ellos quienes escogen al ganador.
| Xiomara | - | 38 | 46 | 92           | 100          | 95           | 98           | 92           | 142          | 147          | Ganadora     | Ganadora     | Ganadora     | Ganadora     | Ganadora     | Ganadora     | Ganadora     | Ganadora     | Ganadora     | Ganadora     | Ganadora     | Ganadora     | Ganadora     | Ganadora     | Ganadora     | Ganadora     | Ganadora     | Ganadora     | Ganadora     | Ganadora     | Ganadora     | Ganadora     | Ganadora     | Ganadora     | Ganadora     | Ganadora     | Ganadora     | Ganadora     | Ganadora     | Ganadora     | Ganadora     | Ganadora     | Ganadora     | Ganadora     | Ganadora     | Ganadora     | Ganadora     | Ganadora     | Ganadora     | Ganadora     |
| Yecson  | - | 44 | 49 | 85           | 89           | 86           | 95           | 94           | 144          | 147          | Ganador      | Ganador      | Ganador      | Ganador      | Ganador      | Ganador      | Ganador      | Ganador      | Ganador      | Ganador      | Ganador      | Ganador      | Ganador      | Ganador      | Ganador      | Ganador      | Ganador      | Ganador      | Ganador      | Ganador      | Ganador      | Ganador      | Ganador      | Ganador      | Ganador      | Ganador      | Ganador      | Ganador      | Ganador      | Ganador      | Ganador      | Ganador      | Ganador      | Ganador      | Ganador      | Ganador      | Ganador      | Ganador      | Ganador      | Ganador      |
| Róger   | - | 41 | 39 | 77           | 94           | 86           | 90           | 95           | 130          | 130          | Tercero      | Tercero      | Tercero      | Tercero      | Tercero      | Tercero      | Tercero      | Tercero      | Tercero      | Tercero      | Tercero      | Tercero      | Tercero      | Tercero      | Tercero      | Tercero      | Tercero      | Tercero      | Tercero      | Tercero      | Tercero      | Tercero      | Tercero      | Tercero      | Tercero      | Tercero      | Tercero      | Tercero      | Tercero      | Tercero      | Tercero      | Tercero      | Tercero      | Tercero      | Tercero      | Tercero      | Tercero      | Tercero      | Tercero      | Tercero      |
| Miguel  | - | 35 | 38 | 77           | 86           | 82           | 90           | 91           | 127          | 123          | Finalista    | Finalista    | Finalista    | Finalista    | Finalista    | Finalista    | Finalista    | Finalista    | Finalista    | Finalista    | Finalista    | Finalista    | Finalista    | Finalista    | Finalista    | Finalista    | Finalista    | Finalista    | Finalista    | Finalista    | Finalista    | Finalista    | Finalista    | Finalista    | Finalista    | Finalista    | Finalista    | Finalista    | Finalista    | Finalista    | Finalista    | Finalista    | Finalista    | Finalista    | Finalista    | Finalista    | Finalista    | Finalista    | Finalista    | Finalista    |
| Eduardo | - | 38 | 35 | 85           | 85           | 31           | 4° Eliminado | 93           | 138          | 32           | 7 Eliminado  | 7 Eliminado  | 7 Eliminado  | 7 Eliminado  | 7 Eliminado  | 7 Eliminado  | 7 Eliminado  | 7 Eliminado  | 7 Eliminado  | 7 Eliminado  | 7 Eliminado  | 7 Eliminado  | 7 Eliminado  | 7 Eliminado  | 7 Eliminado  | 7 Eliminado  | 7 Eliminado  | 7 Eliminado  | 7 Eliminado  | 7 Eliminado  | 7 Eliminado  | 7 Eliminado  | 7 Eliminado  | 7 Eliminado  | 7 Eliminado  | 7 Eliminado  | 7 Eliminado  | 7 Eliminado  | 7 Eliminado  | 7 Eliminado  | 7 Eliminado  | 7 Eliminado  | 7 Eliminado  | 7 Eliminado  | 7 Eliminado  | 7 Eliminado  | 7 Eliminado  | 7 Eliminado  | 7 Eliminado  | 7 Eliminado  |
| Mariela | - | 40 | 38 | 75           | 95           | 78           | 90           | 97           | 135          | 30           | 6° Eliminada | 6° Eliminada | 6° Eliminada | 6° Eliminada | 6° Eliminada | 6° Eliminada | 6° Eliminada | 6° Eliminada | 6° Eliminada | 6° Eliminada | 6° Eliminada | 6° Eliminada | 6° Eliminada | 6° Eliminada | 6° Eliminada | 6° Eliminada | 6° Eliminada | 6° Eliminada | 6° Eliminada | 6° Eliminada | 6° Eliminada | 6° Eliminada | 6° Eliminada | 6° Eliminada | 6° Eliminada | 6° Eliminada | 6° Eliminada | 6° Eliminada | 6° Eliminada | 6° Eliminada | 6° Eliminada | 6° Eliminada | 6° Eliminada | 6° Eliminada | 6° Eliminada | 6° Eliminada | 6° Eliminada | 6° Eliminada | 6° Eliminada | 6° Eliminada |
| Dany    | - | 33 | 41 | 89           | 87           | 83           | 92           | 34           | 5° Eliminado | 5° Eliminado | 5° Eliminado | 5° Eliminado | 5° Eliminado | 5° Eliminado | 5° Eliminado | 5° Eliminado | 5° Eliminado | 5° Eliminado | 5° Eliminado | 5° Eliminado | 5° Eliminado | 5° Eliminado | 5° Eliminado | 5° Eliminado | 5° Eliminado | 5° Eliminado | 5° Eliminado | 5° Eliminado | 5° Eliminado | 5° Eliminado | 5° Eliminado | 5° Eliminado | 5° Eliminado | 5° Eliminado | 5° Eliminado | 5° Eliminado | 5° Eliminado | 5° Eliminado | 5° Eliminado | 5° Eliminado | 5° Eliminado | 5° Eliminado | 5° Eliminado | 5° Eliminado | 5° Eliminado | 5° Eliminado | 5° Eliminado | 5° Eliminado |              |              |
| Valeria | - | 36 | 40 | 66           | 82           | 30           | 3° Eliminada | 3° Eliminada | 3° Eliminada | 3° Eliminada | 3° Eliminada | 3° Eliminada | 3° Eliminada | 3° Eliminada | 3° Eliminada | 3° Eliminada | 3° Eliminada | 3° Eliminada | 3° Eliminada | 3° Eliminada | 3° Eliminada | 3° Eliminada | 3° Eliminada | 3° Eliminada | 3° Eliminada | 3° Eliminada | 3° Eliminada | 3° Eliminada | 3° Eliminada | 3° Eliminada | 3° Eliminada | 3° Eliminada | 3° Eliminada | 3° Eliminada | 3° Eliminada | 3° Eliminada | 3° Eliminada | 3° Eliminada | 3° Eliminada | 3° Eliminada | 3° Eliminada | 3° Eliminada | 3° Eliminada | 3° Eliminada | 3° Eliminada | 3° Eliminada |              |              |              |              |
| Marta   | - | 41 | 30 | 2° Eliminada | 2° Eliminada | 2° Eliminada | 2° Eliminada | 2° Eliminada | 2° Eliminada | 2° Eliminada | 2° Eliminada | 2° Eliminada | 2° Eliminada | 2° Eliminada | 2° Eliminada | 2° Eliminada | 2° Eliminada | 2° Eliminada | 2° Eliminada | 2° Eliminada | 2° Eliminada | 2° Eliminada | 2° Eliminada | 2° Eliminada | 2° Eliminada | 2° Eliminada | 2° Eliminada | 2° Eliminada | 2° Eliminada | 2° Eliminada | 2° Eliminada | 2° Eliminada | 2° Eliminada | 2° Eliminada | 2° Eliminada | 2° Eliminada | 2° Eliminada | 2° Eliminada | 2° Eliminada | 2° Eliminada | 2° Eliminada | 2° Eliminada | 2° Eliminada |              |              |              |              |              |              |              |
| Luis    | - | 35 | 26 | 1° Eliminado | 1° Eliminado | 1° Eliminado | 1° Eliminado | 1° Eliminado | 1° Eliminado | 1° Eliminado | 1° Eliminado | 1° Eliminado | 1° Eliminado | 1° Eliminado | 1° Eliminado | 1° Eliminado | 1° Eliminado | 1° Eliminado | 1° Eliminado | 1° Eliminado | 1° Eliminado | 1° Eliminado | 1° Eliminado | 1° Eliminado | 1° Eliminado | 1° Eliminado | 1° Eliminado | 1° Eliminado | 1° Eliminado | 1° Eliminado | 1° Eliminado | 1° Eliminado | 1° Eliminado | 1° Eliminado | 1° Eliminado | 1° Eliminado | 1° Eliminado | 1° Eliminado | 1° Eliminado | 1° Eliminado | 1° Eliminado | 1° Eliminado | 1° Eliminado |              |              |              |              |              |              |              |

     Puntaje más alto.

     Puntaje más bajo/a.

     Enfrentamiento/a y salvado/a por el jurado.

    
Sentenciado/a, enviado al enfrentamiento y eliminado/a por el jurado.

### Los Votos del Público
Son vía mensaje de texto SMS y son los que deciden quien se mantiene en la competencia, los 3 últimos peligran para ser expulsados.
| Mariela | - | 17.6% | - | NF           | NF           | 14.9%        | NF           | 22.5%        | NF           |              |              |              |              |              |              |              |              |              |              |              |              |              |              |              |              |              |              |              |              |              |              |              |              |              |              |              |              |              |              |              |              |              |              |              |              |              |              |              |
| Róger   | - | 15.6% | - | NF           | NF           | 14.2%        | NF           | 19.2%        | NF           |              |              |              |              |              |              |              |              |              |              |              |              |              |              |              |              |              |              |              |              |              |              |              |              |              |              |              |              |              |              |              |              |              |              |              |              |              |              |              |
| Xiomara | - | 4.4%  | - | NF           | NF           | 15.2%        | NF           | 18.2%        | NF           |              |              |              |              |              |              |              |              |              |              |              |              |              |              |              |              |              |              |              |              |              |              |              |              |              |              |              |              |              |              |              |              |              |              |              |              |              |              |              |
| Miguel  | - | 5.4%  | - | NF           | NF           | 9.6%         | NF           | 15.5%        | NF           |              |              |              |              |              |              |              |              |              |              |              |              |              |              |              |              |              |              |              |              |              |              |              |              |              |              |              |              |              |              |              |              |              |              |              |              |              |              |              |
| Yecson  | - | 23.7% | - | NF           | NF           | 13.1%        | NF           | 10.8%        | NF           |              |              |              |              |              |              |              |              |              |              |              |              |              |              |              |              |              |              |              |              |              |              |              |              |              |              |              |              |              |              |              |              |              |              |              |              |              |              |              |
| Eduardo | - | 4.4%  | - | NF           | NF           | 8.7%         | 3° Eliminado | 33.4%        | NF           |              |              |              |              |              |              |              |              |              |              |              |              |              |              |              |              |              |              |              |              |              |              |              |              |              |              |              |              |              |              |              |              |              |              |              |              |              |              |              |
| Dany    | - | 9.8%  | - | NF           | NF           | 12.8%        | NF           | 13.8         | 5° Eliminado | 5° Eliminado | 5° Eliminado | 5° Eliminado | 5° Eliminado | 5° Eliminado | 5° Eliminado | 5° Eliminado | 5° Eliminado | 5° Eliminado | 5° Eliminado | 5° Eliminado | 5° Eliminado | 5° Eliminado | 5° Eliminado | 5° Eliminado | 5° Eliminado | 5° Eliminado | 5° Eliminado | 5° Eliminado | 5° Eliminado | 5° Eliminado | 5° Eliminado | 5° Eliminado | 5° Eliminado | 5° Eliminado | 5° Eliminado | 5° Eliminado | 5° Eliminado | 5° Eliminado | 5° Eliminado | 5° Eliminado | 5° Eliminado | 5° Eliminado | 5° Eliminado | 5° Eliminado | 5° Eliminado | 5° Eliminado | 5° Eliminado | 5° Eliminado |
| Valeria | - | 9.2%  | - | NF           | NF           | 11.5%        | 4° Eliminada | 4° Eliminada | 4° Eliminada | 4° Eliminada | 4° Eliminada | 4° Eliminada | 4° Eliminada | 4° Eliminada | 4° Eliminada | 4° Eliminada | 4° Eliminada | 4° Eliminada | 4° Eliminada | 4° Eliminada | 4° Eliminada | 4° Eliminada | 4° Eliminada | 4° Eliminada | 4° Eliminada | 4° Eliminada | 4° Eliminada | 4° Eliminada | 4° Eliminada | 4° Eliminada | 4° Eliminada | 4° Eliminada | 4° Eliminada | 4° Eliminada | 4° Eliminada | 4° Eliminada | 4° Eliminada | 4° Eliminada | 4° Eliminada | 4° Eliminada | 4° Eliminada | 4° Eliminada | 4° Eliminada | 4° Eliminada | 4° Eliminada | 4° Eliminada |              |              |
| Marta   | - | 4.0%  | - | 2° Eliminada | 2° Eliminada | 2° Eliminada | 2° Eliminada | 2° Eliminada | 2° Eliminada | 2° Eliminada | 2° Eliminada | 2° Eliminada | 2° Eliminada | 2° Eliminada | 2° Eliminada | 2° Eliminada | 2° Eliminada | 2° Eliminada | 2° Eliminada | 2° Eliminada | 2° Eliminada | 2° Eliminada | 2° Eliminada | 2° Eliminada | 2° Eliminada | 2° Eliminada | 2° Eliminada | 2° Eliminada | 2° Eliminada | 2° Eliminada | 2° Eliminada | 2° Eliminada | 2° Eliminada | 2° Eliminada | 2° Eliminada | 2° Eliminada | 2° Eliminada | 2° Eliminada | 2° Eliminada | 2° Eliminada | 2° Eliminada | 2° Eliminada | 2° Eliminada |              |              |              |              |              |
| Luis    | - | 5.9%  | - | 1° Eliminado | 1° Eliminado | 1° Eliminado | 1° Eliminado | 1° Eliminado | 1° Eliminado | 1° Eliminado | 1° Eliminado | 1° Eliminado | 1° Eliminado | 1° Eliminado | 1° Eliminado | 1° Eliminado | 1° Eliminado | 1° Eliminado | 1° Eliminado | 1° Eliminado | 1° Eliminado | 1° Eliminado | 1° Eliminado | 1° Eliminado | 1° Eliminado | 1° Eliminado | 1° Eliminado | 1° Eliminado | 1° Eliminado | 1° Eliminado | 1° Eliminado | 1° Eliminado | 1° Eliminado | 1° Eliminado | 1° Eliminado | 1° Eliminado | 1° Eliminado | 1° Eliminado | 1° Eliminado | 1° Eliminado | 1° Eliminado | 1° Eliminado | 1° Eliminado |              |              |              |              |              |

NF: no fueron revelados en el programa.
     Puntaje más alto.

    
Puntajes más bajos y eliminado/a.

     Enfrentamiento/a y salvado/a por el jurado.

### Retos
| Gala   | Reto                                                  | Mejor calificación                          |
| ------ | ----------------------------------------------------- | ------------------------------------------- |
| Gala 4 | Cantar a dúo con un familiar o con un amigo.          | Xiomara Ramírez y su hermana Karla Ramírez. |
| Gala 5 | Cantar a dúo con otro participante de la competencia. | Xiomara y Roger                             |
| Gala 7 | Cantar a dúo con un profesor.                         | Miguel y Duvalier Quirós                    |
| Gala 9 | Cantar a dúo con un cantante nacional.                | Yecson y Ricardo Padilla                    |

### El Rincón de las personalidades
| Gala | Personalidad 1    | Ocupación                             | Personalidad 2         | Ocupación                             | Personalidad 3        | Ocupación                             | Personalidad 4   | Ocupación                             |
| ---- | ----------------- | ------------------------------------- | ---------------------- | ------------------------------------- | --------------------- | ------------------------------------- | ---------------- | ------------------------------------- |
| 1    | Rodolfo Araya     | Actor de La Pensión                   | Cecilia García         | Actriz de La Pensión                  |                       |                                       |                  |                                       |
| 2    | Wardi Alfaro      | Jugador de Fútbol                     | Alonso Solís           | Jugador de Fútbol                     |                       |                                       |                  |                                       |
| 3    | Lorena Velásquez  | Chef de Sabores                       | Oscar Castro           | Chef de Buen Día                      |                       |                                       |                  |                                       |
| 4    | Maricruz Leiva    | Presentadora de 7 Estrellas           | Nancy Dobles           | Presentadora de 7 Estrellas           | Edgar Barrantes       | Presentador de 7 Estrellas            | Marilyn Gamboa   | Presentadora de 7 Estrellas           |
| 5    | Jennifer Murillo  | Presentadora RG Elementos             | Dennis Zúñiga          | Presentador de RG Elementos           | Luis Felipe Del Valle | Presentador de RG Elementos           |                  |                                       |
| 6    | Daniel Quirós     | Periodista Teletica Deportes          | Maynor Solano          | Periodista Teletica Deportes          |                       |                                       |                  |                                       |
| 7    | Verónica Gonzáles | Ex-miss Costa Rica                    | María Teresa Rodríguez | Ex-miss Costa Rica                    | Marisol Soto          | Ex-miss Costa Rica                    | Marilín Carrillo | Ex-miss Costa Rica                    |
| 8    | Romaldo Rodríguez | Participante de Cantando por un Sueño | Karina Severino        | Participante de Cantando por un Sueño | Marco Navarro         | Participante de Cantando por un Sueño | Manuel Solano    | Participante de Cantando por un Sueño |
| 9    | Viviana Calderón  | Presentadora de En Vivo               | Hanzel Carvallo        | Presentadora de En Vivo               |                       |                                       |                  |                                       |

### Nace una Estrella: La Gira
La gira de los 10 participantes se realiza por toda Costa Rica, en conciertos gratis.
- El primer concierto se realizó el 18 de septiembre del 2009 en el redondel de Palmarés.

- El segundo concierto se realizó el 25 de septiembre del 2009 en el Cuty Monge en Desamparados.

### Programación
| Precedido por                  | Programa          | Sucedido por |
| ------------------------------ | ----------------- | ------------ |
| Bailando por un sueño: el reto | Nace una Estrella | Studio 7     |

## Segunda Temporada (2010)
- Artículo principal:  Nace una Estrella (temporada 2)

Fue transmitida desde del sábado 20 de marzo del 2010, a las 8:00 p. m. con cambios de horario para las personas que sintonizan la señal internacional de Teletica. También el reality pudo ser visto en cualquier parte del mundo en vivo y en directo desde la página de Teletica, www.teletica.com. El programa fue realizado en el estudio Marco Picado en Sabana Oeste.

### Formato y mecánica
El formato y la mecánica es la misma que la temporada anterior.
La idea del programa es encontrar nuevos artistas nacionales, mediante un concurso de canto. Durante 12 galas, 10 participantes mostrarán su voz ante un jurado formado por 4 famosos cantantes nacionales.  Los votos del jurado no tienen valor significativo para la competencia, ya que es el público el que elige cuáles concursantes continúan en la competencia por medio de mensajes SMS. En la gran final, los votos del jurado son los más importantes, ya que son estos los que escogen al ganador.  Los mensajes de texto se irán acumulando a lo largo de tres programas, en el tercer programa los 3 concursantes con menos apoyo se irán a un enfrentamiento, en el cual cada uno cantará como solista. El jurado emitirá su calificación y salvará a uno de los concursantes, quedándose así, el que tenga la mayor calificación emitida por el jurado. Los otros dos concursantes serán eliminados de la competencia.
Los concursantes deberán demostrar ciertas habilidades artísticas pues la producción asignará, retos, desafíos, pruebas y sorpresas cada semana.

### Secciones
En el programa se realizan pases a diferentes lugares, en donde se realizan entrevistas o comentarios de lo que sucede en el programa.
- El estudio: desde aquí se realizan entrevistas a los profesores, asesores o participantes que ya realizaron su participación. Se habla del desarrollo de la gala.

- El camerino: es el lugar en donde se preparan los participantes que van a salir a escena. Los participantes manifiesta acerca de como se sienten antes de su interpretación.

- El rincón digital: el periodista Andrés Corrales es el encargado de este espacio, aquí el público puede comunicarse con los participantes por medio de Facebook o Twitter. Los participantes continuamente estarán conectados chateando con el público o leyendo mensajes.

### Presentadores
- Edgar Silva: periodista, productor y presentador de la revista matutina de Teletica Canal 7 Buen Día, ha sido conductor de grandes programas como El Chinamo, Miss Costa Rica, Bailando por un sueño 1 y 2, Cantando por un Sueño, Bailando por un Sueño: El Reto Costa Rica - Panamá, Studio 7 y la primera temporada de Nace una Estrella.

- Cristiana Nassar: periodista y presentadora con gran trayectoria en la televisión, en Teletica ha trabajado desde el 2008 en las transmisiones oficiales de fin de año.

- Mauricio Hoffman: presentador de Sábado Feliz y Super Estrellas, ganador de Bailando por un Sueño 1, ha sido presentador de Cantando por un Sueño, Bailando por un Sueño 2, Studio 7 y Nace una estrella en su primera temporada.

### Jurado
En esta temporada el jurado será el mismo que en Nace una Estrella 1. Ellos emitirán una calificación de 1 a 10, y esta será revelada al final de cada programa.
- Álvaro Esquivel: compositor, Director de Orquesta, Productor Musical y Arreglista.

- Pato Barraza: cantante, exponente de la música original costarricense, ha incursionado en varios géneros como soul, jazz, rock, vocalista de la banda Inconsciente Colectivo y en una variedad de comerciales en radio y televisión.

- Marta Fonseca: cantante, ha estado en varios grupos como Amalgama (1986), Suit Doble (1997), también ha participado con otros cantantes como José Capmany, Bernardo Quesada, Pato Barraza, Lencho Salazar, entre otros. También ha compartido escenario con artistas internacionales, entre ellos Alex Sinteck y Allanis Morrisette. Actualmente está promocionando su 4 disco como solista: ¨Mundo Secreto”.

- Luis Alonso Naranjo: Debutó a los 18 años, con el grupo Oveja Negra. En 1994, entró al grupo de música cristiana Senderos, donde dirigió y arregló varias de sus producciones, en el 2007 fue ganador en los premios Acam como arreglista de año, compositor y autor del año y grupo revelación del año para Escats.

- Qué dice la radio: compuesta de 3 locutores representantes de 3 radios nacionales. Ellos harán comentarios acerca de la interpretación, la puesta en escena y la canción escogida.
- Natalia Pereíra; actriz y locutora, fue la famosa que acompañó a Eduardo Aguirre (segundo lugar Latin American Idol), cuando participó en Cantando por un Sueño, actualmente es locutora de Radio Contacto.
- Jessica Ramírez: locutora de  Radio Wao.
- Jorge Madrigal: locutor.

### Profesores
- Carlos Guzmán: Compositor, arreglista y director musical.

- Ricardo Sáez: arreglista, compositor y director musical. Actualmente es creador y productor de Jingles así como creativo de publicidad y asesor en mercadeo para diferentes marcas.

- Luz María Romero: Licenciada en Ciencias y Artes Musicales. Pedagoga en Educación Musical, también fue profesora en Cantando por un Sueño.

- Gine Chambers: cantante, ha alcanzó grandes éxitos y realizado numerosas giras por Europa, América del Sur y Estados Unidos.

- Dualier Quirós: cantante, también ha sido profesor en Cantando por un Sueño.

- Charlene Stewart:  cantante nacional.

### Asesores
Los 3 asesores son lis mismos que la temporada anterior.
Asesor Musical
- Alfredo “El Chino” Moreno: programador de emisoras de radio, productor y descubridor de talentos en la música. Actualmente es director de las 7 emisoras del Grupo CRC. Fue asesor musical de Studio 7.

Asesor en técnicas de canto
- María Marta López: Cantante clásico pop, máster en música, actualmente es preparadora en canto y profesora de canto de la Universidad de Costa Rica y es capacitadora en empresas financieras en el campo de la voz. También fue jurado en Cantando por un Sueño.

Asesor Artístico de Puesta en Escena
- Humberto Canessa: Bailarín desde hace más de 20 años, director, ganador de dos premios nacionales, reconocido coreógrafo. Es fundador del Laboratorio Interdisciplinario del Cuerpo y la Escena (LINCE), es fundador de la Corpus Érigo Danza Contemporánea, ha participado en una gran cantidad de espectáculos como bailarín y coreógrafo, fue el jurado del mejor paso en la Segunda Temporada de Bailando por un Sueño en Costa Rica. Fue jurado en El Reto: Bailando por un Sueño Costa Rica - Panamá.

### Participantes
| Participante         | Ocupación          | Edad    | Nacionalidad  | Enfrentamientos | Desafíos ganados | Puesto alcanzado            |
| -------------------- | ------------------ | ------- | ------------- | --------------- | ---------------- | --------------------------- |
| Cristian Madriz      | Diseñador Creativo | 36 años | costarricense | 0               | 2                | Ganador                     |
| Danyer Garro         | Comerciante        | 36 años | costarricense | 0               | 0                | Segundo lugar               |
| Elizabeth Santamaría | Estudiante         | 8 años  | costarricense | 0               | 1                | Tercer lugar                |
| Luis Mora            | Estudiante         | 23 años | costarricense | 3               | 0                | Finalista                   |
| Karla Matarrita      | Estudiante         | 16 años | costarricense | 1               | 2                | 6.ª concursante eliminada   |
| Gerald Mora          | Estudiante         | 19 años | costarricense | 1               | 0                | 5.º concursante eliminado   |
| Jenesis Alonso       | Estudiante         | 15 años | cubana        | 1               | 0                | 4.ª concursante eliminada   |
| Bryan Calvo          | Estudiante         | 18 años | costarricense | 1               | 1                | 3.er concursante eliminado  |
| Stephanie Miranda    | Estudiante         | 22 años | costarricense | 1               | 0                | 2.ª concursante eliminada   |
| Sharon Abarca        | Estudiante         | 16 años | costarricense | 1               | 0                | 1.era concursante eliminada |

### Los Votos del Jurado
Los votos del jurado no tienen una decisión definitiva en la competencia, pero en la última gala si ya que son ellos quienes escogen al ganador.
| Cristian  | 37 | 40 | 40 | 39 | 78           | 59           | 75           | 76           | 72           | 79           | 79           | 78           | Ganador      | Ganador      | Ganador      | Ganador      | Ganador      | Ganador      | Ganador      | Ganador      | Ganador      | Ganador      | Ganador      | Ganador      | Ganador      | Ganador      | Ganador      | Ganador      | Ganador      | Ganador      | Ganador      | Ganador      | Ganador      | Ganador      | Ganador      | Ganador      | Ganador      | Ganador      | Ganador      | Ganador      | Ganador      | Ganador      | Ganador      | Ganador      | Ganador      | Ganador      | Ganador      | Ganador      | Ganador      | Ganador      | Ganador      | Ganador      |
| Danyer    | 35 | 36 | 38 | 39 | 78           | 57           | 74           | 80           | 77           | 78           | 77           | 76           | Segundo      | Segundo      | Segundo      | Segundo      | Segundo      | Segundo      | Segundo      | Segundo      | Segundo      | Segundo      | Segundo      | Segundo      | Segundo      | Segundo      | Segundo      | Segundo      | Segundo      | Segundo      | Segundo      | Segundo      | Segundo      | Segundo      | Segundo      | Segundo      | Segundo      | Segundo      | Segundo      | Segundo      | Segundo      | Segundo      | Segundo      | Segundo      | Segundo      | Segundo      | Segundo      | Segundo      | Segundo      | Segundo      | Segundo      | Segundo      |
| Elizabeth | 34 | 33 | 35 | 32 | 69           | 53           | 72           | 75           | 70           | 71           | 64           | 70           | Tercera      | Tercera      | Tercera      | Tercera      | Tercera      | Tercera      | Tercera      | Tercera      | Tercera      | Tercera      | Tercera      | Tercera      | Tercera      | Tercera      | Tercera      | Tercera      | Tercera      | Tercera      | Tercera      | Tercera      | Tercera      | Tercera      | Tercera      | Tercera      | Tercera      | Tercera      | Tercera      | Tercera      | Tercera      | Tercera      | Tercera      | Tercera      | Tercera      | Tercera      | Tercera      | Tercera      | Tercera      | Tercera      | Tercera      | Tercera      |
| Luis      | 32 | 29 | 33 | 36 | 71           | 52           | 74           | 67           | 65           | 65           | 64           | 66           | Finalista    | Finalista    | Finalista    | Finalista    | Finalista    | Finalista    | Finalista    | Finalista    | Finalista    | Finalista    | Finalista    | Finalista    | Finalista    | Finalista    | Finalista    | Finalista    | Finalista    | Finalista    | Finalista    | Finalista    | Finalista    | Finalista    | Finalista    | Finalista    | Finalista    | Finalista    | Finalista    | Finalista    | Finalista    | Finalista    | Finalista    | Finalista    | Finalista    | Finalista    | Finalista    | Finalista    | Finalista    | Finalista    | Finalista    | Finalista    |
| Karla     | 34 | 30 | 28 | 34 | 72           | 55           | 71           | 66           | 69           | 72           | 68           | 35           | 6° Eliminada | 6° Eliminada | 6° Eliminada | 6° Eliminada | 6° Eliminada | 6° Eliminada | 6° Eliminada | 6° Eliminada | 6° Eliminada | 6° Eliminada | 6° Eliminada | 6° Eliminada | 6° Eliminada | 6° Eliminada | 6° Eliminada | 6° Eliminada | 6° Eliminada | 6° Eliminada | 6° Eliminada | 6° Eliminada | 6° Eliminada | 6° Eliminada | 6° Eliminada | 6° Eliminada | 6° Eliminada | 6° Eliminada | 6° Eliminada | 6° Eliminada | 6° Eliminada | 6° Eliminada | 6° Eliminada | 6° Eliminada | 6° Eliminada | 6° Eliminada | 6° Eliminada | 6° Eliminada | 6° Eliminada | 6° Eliminada | 6° Eliminada | 6° Eliminada |
| Gerald    | 30 | 32 | 29 | 33 | 59           | 54           | 62           | 70           | 65           | 69           | 71           | 32           | 5° Eliminado | 5° Eliminado | 5° Eliminado | 5° Eliminado | 5° Eliminado | 5° Eliminado | 5° Eliminado | 5° Eliminado | 5° Eliminado | 5° Eliminado | 5° Eliminado | 5° Eliminado | 5° Eliminado | 5° Eliminado | 5° Eliminado | 5° Eliminado | 5° Eliminado | 5° Eliminado | 5° Eliminado | 5° Eliminado | 5° Eliminado | 5° Eliminado | 5° Eliminado | 5° Eliminado | 5° Eliminado | 5° Eliminado | 5° Eliminado | 5° Eliminado | 5° Eliminado | 5° Eliminado | 5° Eliminado | 5° Eliminado | 5° Eliminado | 5° Eliminado | 5° Eliminado | 5° Eliminado | 5° Eliminado | 5° Eliminado | 5° Eliminado | 5° Eliminado |
| Jénesis   | 27 | 25 | 32 | 28 | 63           | 44           | 67           | 62           | 4° Eliminada | 4° Eliminada | 4° Eliminada | 4° Eliminada | 4° Eliminada | 4° Eliminada | 4° Eliminada | 4° Eliminada | 4° Eliminada | 4° Eliminada | 4° Eliminada | 4° Eliminada | 4° Eliminada | 4° Eliminada | 4° Eliminada | 4° Eliminada | 4° Eliminada | 4° Eliminada | 4° Eliminada | 4° Eliminada | 4° Eliminada | 4° Eliminada | 4° Eliminada | 4° Eliminada | 4° Eliminada | 4° Eliminada | 4° Eliminada | 4° Eliminada | 4° Eliminada | 4° Eliminada | 4° Eliminada | 4° Eliminada | 4° Eliminada | 4° Eliminada | 4° Eliminada | 4° Eliminada | 4° Eliminada | 4° Eliminada | 4° Eliminada | 4° Eliminada |              |              |              |              |
| Bryan     | 30 | 26 | 31 | 31 | 63           | 49           | 57           | 63           | 3° Eliminado | 3° Eliminado | 3° Eliminado | 3° Eliminado | 3° Eliminado | 3° Eliminado | 3° Eliminado | 3° Eliminado | 3° Eliminado | 3° Eliminado | 3° Eliminado | 3° Eliminado | 3° Eliminado | 3° Eliminado | 3° Eliminado | 3° Eliminado | 3° Eliminado | 3° Eliminado | 3° Eliminado | 3° Eliminado | 3° Eliminado | 3° Eliminado | 3° Eliminado | 3° Eliminado | 3° Eliminado | 3° Eliminado | 3° Eliminado | 3° Eliminado | 3° Eliminado | 3° Eliminado | 3° Eliminado | 3° Eliminado | 3° Eliminado | 3° Eliminado | 3° Eliminado | 3° Eliminado | 3° Eliminado | 3° Eliminado | 3° Eliminado | 3° Eliminado |              |              |              |              |
| Stephanie | 29 | 25 | 34 | 34 | 2° Eliminada | 2° Eliminada | 2° Eliminada | 2° Eliminada | 2° Eliminada | 2° Eliminada | 2° Eliminada | 2° Eliminada | 2° Eliminada | 2° Eliminada | 2° Eliminada | 2° Eliminada | 2° Eliminada | 2° Eliminada | 2° Eliminada | 2° Eliminada | 2° Eliminada | 2° Eliminada | 2° Eliminada | 2° Eliminada | 2° Eliminada | 2° Eliminada | 2° Eliminada | 2° Eliminada | 2° Eliminada | 2° Eliminada | 2° Eliminada | 2° Eliminada | 2° Eliminada | 2° Eliminada | 2° Eliminada | 2° Eliminada | 2° Eliminada | 2° Eliminada | 2° Eliminada | 2° Eliminada | 2° Eliminada | 2° Eliminada | 2° Eliminada | 2° Eliminada |              |              |              |              |              |              |              |              |
| Sharon    | 35 | 33 | 35 | 27 | 1° Eliminada | 1° Eliminada | 1° Eliminada | 1° Eliminada | 1° Eliminada | 1° Eliminada | 1° Eliminada | 1° Eliminada | 1° Eliminada | 1° Eliminada | 1° Eliminada | 1° Eliminada | 1° Eliminada | 1° Eliminada | 1° Eliminada | 1° Eliminada | 1° Eliminada | 1° Eliminada | 1° Eliminada | 1° Eliminada | 1° Eliminada | 1° Eliminada | 1° Eliminada | 1° Eliminada | 1° Eliminada | 1° Eliminada | 1° Eliminada | 1° Eliminada | 1° Eliminada | 1° Eliminada | 1° Eliminada | 1° Eliminada | 1° Eliminada | 1° Eliminada | 1° Eliminada | 1° Eliminada | 1° Eliminada | 1° Eliminada | 1° Eliminada | 1° Eliminada |              |              |              |              |              |              |              |              |

     Puntaje más alto.

     Puntaje más bajo/a.

     Enfrentamiento y salvado/a por el jurado.

    
Sentenciado/a, enviado al enfrentamiento y eliminado/a por el jurado.

NR: no fueron revelados

### Los Votos del Público
Son vía mensaje de texto SMS y son los que deciden quien se mantiene en la competencia, los 3 últimos peligran para ser expulsados. El porcentaje de llamadas telefónicas de la final no decidía al ganador, servía para escoger a los concursantes que pasarían a la final, de ahí en adelante el jurado se encargaba de escoger al ganador.
| Cristian  | NR | NR | NR | 16.1% | NR           | NR           | NR           | 16.7%        | NR           | NR           | NR           | 23.4%        | Ganadores    | Ganadores    | Ganadores    | Ganadores    | Ganadores    | Ganadores    | Ganadores    | Ganadores    | Ganadores    | Ganadores    | Ganadores    | Ganadores    | Ganadores    | Ganadores    | Ganadores    | Ganadores    | Ganadores    | Ganadores    | Ganadores    | Ganadores    | Ganadores    | Ganadores    | Ganadores    | Ganadores    | Ganadores    | Ganadores    | Ganadores    | Ganadores    | Ganadores    | Ganadores    | Ganadores    | Ganadores    | Ganadores    | Ganadores    | Ganadores    | Ganadores    | Ganadores    | Ganadores    | Ganadores    | Ganadores    |
| Danyer    | NR | NR | NR | 8.5%  | NR           | NR           | NR           | 9.2%         | NR           | NR           | NR           | 15.6%        | Segundo      | Segundo      | Segundo      | Segundo      | Segundo      | Segundo      | Segundo      | Segundo      | Segundo      | Segundo      | Segundo      | Segundo      | Segundo      | Segundo      | Segundo      | Segundo      | Segundo      | Segundo      | Segundo      | Segundo      | Segundo      | Segundo      | Segundo      | Segundo      | Segundo      | Segundo      | Segundo      | Segundo      | Segundo      | Segundo      | Segundo      | Segundo      | Segundo      | Segundo      | Segundo      | Segundo      | Segundo      | Segundo      | Segundo      | Segundo      |
| Elizabeth | NR | NR | NR | 23.9% | NR           | NR           | NR           | 32.9%        | NR           | NR           | NR           | 37.8%        | Tercera      | Tercera      | Tercera      | Tercera      | Tercera      | Tercera      | Tercera      | Tercera      | Tercera      | Tercera      | Tercera      | Tercera      | Tercera      | Tercera      | Tercera      | Tercera      | Tercera      | Tercera      | Tercera      | Tercera      | Tercera      | Tercera      | Tercera      | Tercera      | Tercera      | Tercera      | Tercera      | Tercera      | Tercera      | Tercera      | Tercera      | Tercera      | Tercera      | Tercera      | Tercera      | Tercera      | Tercera      | Tercera      | Tercera      | Tercera      |
| Luis      | NR | NR | NR | 3.1%  | NR           | NR           | NR           | 3.6%         | NR           | NR           | NR           | 3.0%         | Finalistas   | Finalistas   | Finalistas   | Finalistas   | Finalistas   | Finalistas   | Finalistas   | Finalistas   | Finalistas   | Finalistas   | Finalistas   | Finalistas   | Finalistas   | Finalistas   | Finalistas   | Finalistas   | Finalistas   | Finalistas   | Finalistas   | Finalistas   | Finalistas   | Finalistas   | Finalistas   | Finalistas   | Finalistas   | Finalistas   | Finalistas   | Finalistas   | Finalistas   | Finalistas   | Finalistas   | Finalistas   | Finalistas   | Finalistas   | Finalistas   | Finalistas   | Finalistas   | Finalistas   | Finalistas   | Finalistas   |
| Karla     | NR | NR | NR | 14.6% | NR           | NR           | NR           | 12.1%        | NR           | NR           | NR           | 9.9%         | 6° Eliminada | 6° Eliminada | 6° Eliminada | 6° Eliminada | 6° Eliminada | 6° Eliminada | 6° Eliminada | 6° Eliminada | 6° Eliminada | 6° Eliminada | 6° Eliminada | 6° Eliminada | 6° Eliminada | 6° Eliminada | 6° Eliminada | 6° Eliminada | 6° Eliminada | 6° Eliminada | 6° Eliminada | 6° Eliminada | 6° Eliminada | 6° Eliminada | 6° Eliminada | 6° Eliminada | 6° Eliminada | 6° Eliminada | 6° Eliminada | 6° Eliminada | 6° Eliminada | 6° Eliminada | 6° Eliminada | 6° Eliminada | 6° Eliminada | 6° Eliminada | 6° Eliminada | 6° Eliminada | 6° Eliminada | 6° Eliminada | 6° Eliminada | 6° Eliminada |
| Gerald    | NR | NR | NR | 6.4%  | NR           | NR           | NR           | 10.7%        | NR           | NR           | NR           | 10.3%        | 5° Eliminado | 5° Eliminado | 5° Eliminado | 5° Eliminado | 5° Eliminado | 5° Eliminado | 5° Eliminado | 5° Eliminado | 5° Eliminado | 5° Eliminado | 5° Eliminado | 5° Eliminado | 5° Eliminado | 5° Eliminado | 5° Eliminado | 5° Eliminado | 5° Eliminado | 5° Eliminado | 5° Eliminado | 5° Eliminado | 5° Eliminado | 5° Eliminado | 5° Eliminado | 5° Eliminado | 5° Eliminado | 5° Eliminado | 5° Eliminado | 5° Eliminado | 5° Eliminado | 5° Eliminado | 5° Eliminado | 5° Eliminado | 5° Eliminado | 5° Eliminado | 5° Eliminado | 5° Eliminado | 5° Eliminado | 5° Eliminado | 5° Eliminado | 5° Eliminado |
| Génesis   | NR | NR | NR | 8.9%  | NR           | NR           | NR           | 7.2%         | 4° Eliminada | 4° Eliminada | 4° Eliminada | 4° Eliminada | 4° Eliminada | 4° Eliminada | 4° Eliminada | 4° Eliminada | 4° Eliminada | 4° Eliminada | 4° Eliminada | 4° Eliminada | 4° Eliminada | 4° Eliminada | 4° Eliminada | 4° Eliminada | 4° Eliminada | 4° Eliminada | 4° Eliminada | 4° Eliminada | 4° Eliminada | 4° Eliminada | 4° Eliminada | 4° Eliminada | 4° Eliminada | 4° Eliminada | 4° Eliminada | 4° Eliminada | 4° Eliminada | 4° Eliminada | 4° Eliminada | 4° Eliminada | 4° Eliminada | 4° Eliminada | 4° Eliminada | 4° Eliminada | 4° Eliminada | 4° Eliminada | 4° Eliminada | 4° Eliminada |              |              |              |              |
| Bryan     | NR | NR | NR | 10.2% | NR           | NR           | NR           | 7.7%         | 3° Eliminado | 3° Eliminado | 3° Eliminado | 3° Eliminado | 3° Eliminado | 3° Eliminado | 3° Eliminado | 3° Eliminado | 3° Eliminado | 3° Eliminado | 3° Eliminado | 3° Eliminado | 3° Eliminado | 3° Eliminado | 3° Eliminado | 3° Eliminado | 3° Eliminado | 3° Eliminado | 3° Eliminado | 3° Eliminado | 3° Eliminado | 3° Eliminado | 3° Eliminado | 3° Eliminado | 3° Eliminado | 3° Eliminado | 3° Eliminado | 3° Eliminado | 3° Eliminado | 3° Eliminado | 3° Eliminado | 3° Eliminado | 3° Eliminado | 3° Eliminado | 3° Eliminado | 3° Eliminado | 3° Eliminado | 3° Eliminado | 3° Eliminado | 3° Eliminado |              |              |              |              |
| Stephanie | NR | NR | NR | 2.2%  | 2° Eliminada | 2° Eliminada | 2° Eliminada | 2° Eliminada | 2° Eliminada | 2° Eliminada | 2° Eliminada | 2° Eliminada | 2° Eliminada | 2° Eliminada | 2° Eliminada | 2° Eliminada | 2° Eliminada | 2° Eliminada | 2° Eliminada | 2° Eliminada | 2° Eliminada | 2° Eliminada | 2° Eliminada | 2° Eliminada | 2° Eliminada | 2° Eliminada | 2° Eliminada | 2° Eliminada | 2° Eliminada | 2° Eliminada | 2° Eliminada | 2° Eliminada | 2° Eliminada | 2° Eliminada | 2° Eliminada | 2° Eliminada | 2° Eliminada | 2° Eliminada | 2° Eliminada | 2° Eliminada | 2° Eliminada | 2° Eliminada | 2° Eliminada | 2° Eliminada |              |              |              |              |              |              |              |              |
| Sharon    | NR | NR | NR | 6.1%  | 1° Eliminada | 1° Eliminada | 1° Eliminada | 1° Eliminada | 1° Eliminada | 1° Eliminada | 1° Eliminada | 1° Eliminada | 1° Eliminada | 1° Eliminada | 1° Eliminada | 1° Eliminada | 1° Eliminada | 1° Eliminada | 1° Eliminada | 1° Eliminada | 1° Eliminada | 1° Eliminada | 1° Eliminada | 1° Eliminada | 1° Eliminada | 1° Eliminada | 1° Eliminada | 1° Eliminada | 1° Eliminada | 1° Eliminada | 1° Eliminada | 1° Eliminada | 1° Eliminada | 1° Eliminada | 1° Eliminada | 1° Eliminada | 1° Eliminada | 1° Eliminada | 1° Eliminada | 1° Eliminada | 1° Eliminada | 1° Eliminada | 1° Eliminada | 1° Eliminada |              |              |              |              |              |              |              |              |

NR: no fueron revelados en el programa.
     Puntaje más alto.

    
Enfrentamiento y eliminados.

     Enfrentamiento y salvado/a por el jurado.

### El desafío
En cada programa los participantes enfrentaran retos y desafíos que los pondrán en manifiesto como artistas.
El objetivo de cada desafío es el de mejorar o trabajar en diferentes valores de cada participante y ligarlos con la música. Cada semana 5 de los concursantes recibirán un sobre, en el cual vendrá el valor que deben de trabajar en la semana. En otro sobre vendrá el desafío, que durante la semana tienen que desifrar para poder cumplirlo. A la semana siguiente cada participante presentara la resolución a su desafío en la gala, y el jurado elegirá quién cumplió y ligó más su valor con la música.
Primer desafío - tercera gala
- Danyer: valor de "armonía". Aprender a cantar una canción con el grupo Góspel Masterkey y cantarla con ellos.

- Bryan: valor de "gratitud". Interpretar la canción de Orlando Bertarini, "Puerto Limón". Fue el ganador del desafío, llevándose una pantalla de 32 pulgadas.

- Luis: valor de "humildad". Cantar una canción espiritual en una misa.

- Jenesis: valor de "solidaridad". Ir a la ciudad de San José y cantar con los músicos callejeros.

- Karla: valor de "disciplina". Interpretar una canción en portugués.

Segundo desafío - cuarta gala
- Sharon: valor de "sensibilidad". Ir a la casa de la cantante María García Márquez y cantar una canción.

- Elizabeth: valor de "popularidad". Cantarle a los niños de su comunidad y relacionarse con las personas de un mercado.

- Cristhian: valor de "superación". Ir a cantarle a los reos de una cárcel en San José, fue el ganador del desafío llevándose una pantalla de 32 pulgadas.

- Stephani: el valor de "compasión". Ir a cantarle a los niños del Hospital de Niños.

- Gerald: el valor de "integración". Buscar un mariachi y cantar con ellos en una fiesta.

Cuarto Desafío - sexta gala
Los participantes debían cantar en dúos entre ellos, las parejas quedaron así:
- Ely y Lui

- Karla y Gerald

- Cristian y Jenesis: Cristian obtuvo el puntaje más alto con 10 por parte de todos los jueces, convirtiéndose en el ganador del desafío.

- Danyer y Bryan

Quinto Desafío - séptima gala
Los participantes debían cantar en dúo. Los dúos debían ser integrados por un participante de la actual temporada con un participante de la temporada pasa. Por supuesto los jueces solo calificaban al participante de esta temporada. Al final los jueces debían elegir dos dúos ganadores del desafío, las parejas quedaron así:
- Bryan y Xiomara (ganadora de la temporada pasada).

- Karla y Roger: Fueron una de las parejas ganadoras del desafío, Karla se ganó una pantalla de 32 pulgadas.

- Danyer y Eduardo

- Cristian y Mariela

- Ely y Yecson (ganador de la temporada pasada): Fueron una de las parejas ganadoras del desafío, Eli se ganó una pantalla de 32 pulgadas.

- Jenesis y Dany

- Luis y Miguel

- Gerald y Valeria

Sexto Desafío - novena gala
Los participantes debían cantar en dúo. Los dúos debían ser integrados por el participante y un experimentado cantante nacional. Los dúos quedaron así:
- Ely y Arnoldo Castillo.

- Karla y Alonso Solís

- Danyer y Adrián Gozueta

- Gerald y Luisga

- Lui y Master Key

- Cristian y Elena Umaña

El último desafío - gala semifinal
Los participantes debían cantar en dúo. Los dúos debían ser integrados por el participante y uno de sus profesores.
- Gerald y Luz María Romero

- Danyer y Gine Chambers

- Cristian y Duvalier Quirós

- Karla y Carlos Guzmán. Este fue el dúo ganador, Karla se llevó una pantalla de 32 pulgadas.

- Ely y Ricardo Sáenz

- Lui y Charlene Stewart

### Nace una estrella: El concierto
Los conciertos se realizan en diferentes puntos del país, en ellos participan los 10 participantes de la segunda temporada, y como invitados especiales Xiomara Ramírez y Yecson Carvajal (ganadores de la primera temporada) y Roger Morales (segundo lugar de la primera temporada). Los conciertos son totalmente gratuitos.
- El primer concierto se realizó el 10 de julio del 2010 en el Gimnasio Nacional, en San José.

- El segundo concierto se realizó el 24 de julio del 2010 en el Redondel de Palmarés.

### Programación
| Precedido por | Programa            | Sucedido por                         |
| ------------- | ------------------- | ------------------------------------ |
| Studio 7      | Nace una Estrella 2 | Bailando por un sueño (Costa Rica) 3 |

## Tercera temporada (2011)
- Artículo principal:  Nace una Estrella (temporada 3)

Tras el grandiosos éxito de las dos temporadas anteriores, en el 2011 Teletica decide realizar la tercera temporada. Inició el 16 de abril del 2011 se transmitió todos los sábados a partir de las 8:00 de la noche, con cambios de horario para las personas que sintonizan la señal internacional de Teletica. También el reality pudo ser visto en cualquier parte del mundo en vivo y en directo desde la página de Teletica, www.teletica.com. En esta edición 15 personas fueron seleccionadas como finalistas, a diferencia de temporadas anteriores que solo eran diez. Una diferencia en esta temporada es que participan cinco niños, los cuales serán agrupados en otra categoría.

### Formato y Mecánica
La idea del programa es encontrar nuevos artistas nacionales, mediante un concurso de canto. Durante 12 galas, 15 participantes, serán divididos en dos grupos. El primero de ellos estará conformado por 10 participantes de 14 a 37 años. El segundo estará compuesto por 5 niños de 8 a 12 años de edad.
Los concursantes mostrarán su voz ante un jurado formado por 4 famosos cantantes nacionales. Los votos del jurado no tienen valor significativo para la competencia, ya que es el público el que elige cuáles concursantes continúan en la competencia por medio de mensajes SMS. En la gran final, los votos del jurado son los más importantes, ya que son estos los que escogen al ganador.
Los mensajes de texto se irán acumulando a lo largo cierta cantidad de programas. En cada grupo los participantes con menos apoyo se irán a un enfrentamiento, en el cual cada uno cantará como solista. El jurado emitirá su calificación y salvará a uno de los concursantes, quedándose así, el que tenga la mayor calificación emitida por el jurado. Los otros concursantes serán eliminados de la competencia. Los concursantes deberán demostrar ciertas habilidades artísticas pues la producción asignará, retos, desafíos, pruebas y sorpresas cada semana.

### Audiciones
Las audiciones se realizaron del 9 al 12 de marzo en las instalaciones de Teletica en Sabana Oeste, en total más de 750 personas acudieron a la audición, debían cantar con o sin pista y fueron evaluados por un cuerpo de jueces. Para una segunda ronda se seleccionaron 80 personas y de allí se seleccionaron los 15 finalistas.

### Premios
- Grupo 1 (Adultos y Jóvenes)

El primer lugar se llevará $15000, el segundo lugar $7500 y el tercer lugar $3000.
El resto de participantes recibirán $500 cada vez que alguno abandone el programa.
- Grupo 2 (niños)

El primer lugar se llevará $5000 y el segundo lugar $3000.
El resto de participantes recibirán $500 cada vez que alguno abandone el programa.

### Presentadores
- Mauricio Hoffman: presentador de Sábado Feliz y La Rueda de la Fortuna, ganador de Bailando por un Sueño 1, ha sido presentador de Super Estrellas, Cantando por un Sueño, Bailando por un Sueño 2, Studio 7, Nace una estrella 1 y 2, fue tercer lugar en Bailando por un Sueño 3.

- Cristiana Nassar: periodista y presentadora con gran trayectoria en la televisión, en Teletica ha trabajado desde el 2008 en las transmisiones oficiales de fin de año, ha sido presentadora de Nace una Estrella 2 y Bailando por un Sueño 3.

### Secciones
En el programa se realizan pases a diferentes lugares, en donde se realizan entrevistas o comentarios de lo que sucede en el programa.
- El estudio: desde aquí se realizan entrevistas a los profesores, asesores o participantes que ya realizaron su participación. Se habla del desarrollo de la gala.

- El camerino: es el lugar en donde se preparan los participantes que van a salir a escena. Los participantes manifiestan acerca de cómo se sienten antes de su interpretación.

- Zona Facebook: Natalia Rodríguez es la encargada de este espacio, aquí el público puede comunicarse con los participantes por medio de Facebook o Twitter. Los participantes continuamente estarán conectados chateando con el público o leyendo mensajes.

### Jurado
En esta temporada el jurado será el mismo que en temporadas anteriores. Ellos emitirán una calificación de 1 a 10, y esta será revelada al final de cada programa. Los votos de los jueces no son decisivos durante los programas, sirven de guía para el público que vota con mensajes SMS, pero si son decisivos en los enfrentamientos y en la final del programa, ya que serán los encargados de elegir al ganador.
- Álvaro Esquivel: compositor, Director de Orquesta, Productor Musical y Arreglista.

- Pato Barraza: cantante, exponente de la música original costarricense, ha incursionado en varios géneros como soul, jazz, rock, vocalista de la banda Inconsciente Colectivo y en una variedad de comerciales en radio y televisión.

- Marta Fonseca: cantante, ha estado en varios grupos como Amalgama (1986), Suit Doble (1997), también ha participado con otros cantantes como José Capmany, Bernardo Quesada, Pato Barraza, Lencho Salazar, entre otros. También ha compartido escenario con artistas internacionales, entre ellos Alex Sinteck y Allanis Morrisette.

- Luis Alonso Naranjo: Debutó a los 18 años, con el grupo Oveja Negra. En 1994, entró al grupo de música cristiana Senderos, donde dirigió y arregló varias de sus producciones, en el 2007 fue ganador en los premios Acam como arreglista de año, compositor y autor del año y grupo revelación del año para Escats.

- Qué dice la radio: compuesta de 3 locutores representantes de 3 radios nacionales. Ellos harán comentarios acerca de la interpretación, la puesta en escena y la canción escogida. No emiten calificación solamente dan su crítica.

### Profesores
Son los encargados de instruir y formar a la nueva estrella. Los participantes reciben diferentes clases a la semana dentro de las cuales se encuentran las clases de canto, interpretación, técnicas vocales y expresión y puesta en escena.

#### Técnica Vocal
- Luz María Romero: Licenciada en Ciencias y Artes Musicales. Pedagoga en Educación Musical, también fue profesora en Cantando por un Sueño y en Nace una Estrella 1 y 2.

- Charlene Stewart:  cantante nacional. Fue profesora de Nace una Estrella segunda Temporada.

#### Producción de las presentaciones
- Carlos Guzmán: Compositor, arreglista y director musical. Ha sido profesor de Nace una Estrella 1 y 2.

- Ricardo Saez: arreglista, compositor y director musical. Actualmente es creador y productor de Jingles así como creativo de publicidad y asesor en mercadeo para diferentes marcas. Ha sido profesor de Nace una Estrella 1 y 2.

#### Interpretación
- Gine Chambers: cantante, ha alcanzó grandes éxitos y realizado numerosas giras por Europa, América del Sur y Estados Unidos. Ha sido profesor de Nace una Estrella 1 y 2.

- Duvalier Quirós: cantante, también ha sido profesor en Cantando por un Sueño y de Nace una Estrella 1 y 2.

### Asesores
Asesor Musical
- Alfredo “El Chino” Moreno: programador de emisoras de radio, productor y descubridor de talentos en la música. Actualmente es director de las 7 emisoras del Grupo CRC. Fue asesor musical de Studio 7y Nace una Estrella 1 y 2.

Asesor en técnicas de canto
- María Marta López: Cantante clásico pop, máster en música, actualmente es preparadora en canto y profesora de canto de la Universidad de Costa Rica y es capacitadora en empresas financieras en el campo de la voz. También fue jurado en Cantando por un Sueño y asesora de Nace una Estrella 1 y 2.

Asesor Artístico de Puesta en Escena
- Humberto Canessa: Bailarín desde hace más de 20 años, director, ganador de dos premios nacionales, reconocido coreógrafo. Es fundador del Laboratorio Interdisciplinario del Cuerpo y la Escena (LINCE), es fundador de la Corpus Érigo Danza Contemporánea, ha participado en una gran cantidad de espectáculos como bailarín y coreógrafo, fue el jurado del mejor paso en la Segunda Temporada de Bailando por un Sueño en Costa Rica. Fue jurado en El Reto: Bailando por un Sueño Costa Rica - Panamá, Bailando por un Sueño 3 Costa Rica y en el Reto Centroamericano de Baile. Fue asesor de Nace una Estrella 1 y 2.

### Participantes Grupo 1 (Adultos y Jóvenes)
| Participante      | Ocupación                | Edad    | Nacionalidad  | Enfrentamientos | Puesto alcanzado            |
| ----------------- | ------------------------ | ------- | ------------- | --------------- | --------------------------- |
| Haury Cerdas      | Músico                   | 22 años | costarricense | 0               | Ganador                     |
| Samael Saborío    | Instructor Policial      | 25 años | costarricense | 1               | Segundo lugar               |
| Fer Monge         | Estudiante               | 18 años | costarricense | 4               | Tercer lugar                |
| Josué Campos      | Estudiante               | 20 años | costarricense | 1               | 7.º concursante eliminado   |
| Andrés Ramírez    | Estudiante               | 19 años | costarricense | 1               | 6.º concursante eliminado   |
| Génesis León      | Estudiante               | 14 años | costarricense | 1               | 5.ª concursante eliminada   |
| Nacho Corao       | Estudiante de Diseño     | 37 años | costarricense | 1               | 4.º concursante eliminado   |
| Karolyn Mendoza   | Estudiante               | 15 años | costarricense | 1               | 3.era concursante eliminada |
| Melissa Chavarría | Estudiante de Psicología | 20 años | costarricense | 1               | 2.ª concursante eliminada   |
| Michelle Sequeira | Estudiante               | 18 años | costarricense | 1               | 1.era concursante eliminada |

### Participantes Grupo 2 (Niños)
| Participante       | Ocupación  | Edad    | Nacionalidad  | Enfrentamientos | Puesto alcanzado            |
| ------------------ | ---------- | ------- | ------------- | --------------- | --------------------------- |
| Adriana Lobo       | Estudiante | 10 años | costarricense | 1               | Ganadora                    |
| Joselyn Alfaro     | Estudiante | 8 años  | costarricense | 0               | Segundo lugar               |
| Alejandra Corrales | Estudiante | 12 años | costarricense | 2               | 3.era concursante eliminada |
| Gerald Umaña       | Estudiante | 11 años | costarricense | 2               | 2.º concursante eliminado   |
| Ericka Montero     | Estudiante | 12 años | costarricense | 1               | 1.era concursante eliminada |

### Los Votos del Jurado (Niños)
Los votos del jurado tienen decisión en el enfrentamiento y en la final, ya que se encargan de escoger al ganador. Durante las galas de competencia sus puntajes son solamente referenciales.
| Adriana   | 35 | 36 | 38 | 38 | 40           | 40           | 40           | 34           | 40           | 40           | 78           | 77           | Ganadora     | Ganadora     | Ganadora     | Ganadora     | Ganadora     | Ganadora     | Ganadora     | Ganadora     | Ganadora     | Ganadora     | Ganadora     | Ganadora     | Ganadora     | Ganadora     | Ganadora     | Ganadora     | Ganadora     | Ganadora     | Ganadora     | Ganadora     | Ganadora     | Ganadora     | Ganadora     | Ganadora     | Ganadora     | Ganadora     | Ganadora     | Ganadora     | Ganadora     | Ganadora     | Ganadora     | Ganadora     | Ganadora     | Ganadora     | Ganadora     | Ganadora     | Ganadora     | Ganadora     | Ganadora     | Ganadora |
| Joselyn   | 31 | 38 | 39 | 39 | 34           | 38           | 36           | 38           | 32           | 34           | 69           | 66           | Segunda      | Segunda      | Segunda      | Segunda      | Segunda      | Segunda      | Segunda      | Segunda      | Segunda      | Segunda      | Segunda      | Segunda      | Segunda      | Segunda      | Segunda      | Segunda      | Segunda      | Segunda      | Segunda      | Segunda      | Segunda      | Segunda      | Segunda      | Segunda      | Segunda      | Segunda      | Segunda      | Segunda      | Segunda      | Segunda      | Segunda      | Segunda      | Segunda      | Segunda      | Segunda      | Segunda      | Segunda      | Segunda      | Segunda      | Segunda  |
| Alejandra | 30 | 27 | 36 | 32 | 34           | 33           | 35           | 33           | 32           | 34           | 71           | 3° Eliminada | 3° Eliminada | 3° Eliminada | 3° Eliminada | 3° Eliminada | 3° Eliminada | 3° Eliminada | 3° Eliminada | 3° Eliminada | 3° Eliminada | 3° Eliminada | 3° Eliminada | 3° Eliminada | 3° Eliminada | 3° Eliminada | 3° Eliminada | 3° Eliminada | 3° Eliminada | 3° Eliminada | 3° Eliminada | 3° Eliminada | 3° Eliminada | 3° Eliminada | 3° Eliminada | 3° Eliminada | 3° Eliminada | 3° Eliminada | 3° Eliminada | 3° Eliminada | 3° Eliminada | 3° Eliminada | 3° Eliminada | 3° Eliminada | 3° Eliminada | 3° Eliminada | 3° Eliminada | 3° Eliminada | 3° Eliminada | 3° Eliminada | 3° Eliminada |          |
| Gerald    | 30 | 32 | 24 | 31 | 31           | 28           | 28           | 33           | 2° Eliminado | 2° Eliminado | 2° Eliminado | 2° Eliminado | 2° Eliminado | 2° Eliminado | 2° Eliminado | 2° Eliminado | 2° Eliminado | 2° Eliminado | 2° Eliminado | 2° Eliminado | 2° Eliminado | 2° Eliminado | 2° Eliminado | 2° Eliminado | 2° Eliminado | 2° Eliminado | 2° Eliminado | 2° Eliminado | 2° Eliminado | 2° Eliminado | 2° Eliminado | 2° Eliminado | 2° Eliminado | 2° Eliminado | 2° Eliminado | 2° Eliminado | 2° Eliminado | 2° Eliminado | 2° Eliminado | 2° Eliminado | 2° Eliminado | 2° Eliminado | 2° Eliminado | 2° Eliminado | 2° Eliminado | 2° Eliminado | 2° Eliminado | 2° Eliminado |              |              |              |          |
| Ericka    | 23 | 24 | 29 | 28 | 1° Eliminada | 1° Eliminada | 1° Eliminada | 1° Eliminada | 1° Eliminada | 1° Eliminada | 1° Eliminada | 1° Eliminada | 1° Eliminada | 1° Eliminada | 1° Eliminada | 1° Eliminada | 1° Eliminada | 1° Eliminada | 1° Eliminada | 1° Eliminada | 1° Eliminada | 1° Eliminada | 1° Eliminada | 1° Eliminada | 1° Eliminada | 1° Eliminada | 1° Eliminada | 1° Eliminada | 1° Eliminada | 1° Eliminada | 1° Eliminada | 1° Eliminada | 1° Eliminada | 1° Eliminada | 1° Eliminada | 1° Eliminada | 1° Eliminada | 1° Eliminada | 1° Eliminada | 1° Eliminada | 1° Eliminada | 1° Eliminada | 1° Eliminada | 1° Eliminada |              |              |              |              |              |              |              |          |

     Puntaje más alto.

     Puntaje más bajo/a.

     Enfrentamiento y salvado/a por el jurado.

    
Sentenciado/a, enviado al enfrentamiento y eliminado/a por el jurado.

### Los Votos del Jurado (Adultos-Jóvenes)
Los votos del jurado tienen decisión en el enfrentamiento y en la final, ya que se encargan de escoger al ganador. Durante las galas de competencia sus puntajes son solamente referenciales.
| Haury    | 30 | 36 | 40 | 35           | 39           | 34           | 38           | 40           | 37           | 74           | 79           | 80           | Ganador      | Ganador      | Ganador      | Ganador      | Ganador      | Ganador      | Ganador      | Ganador      | Ganador      | Ganador      | Ganador      | Ganador      | Ganador      | Ganador      | Ganador      | Ganador      | Ganador      | Ganador      | Ganador      | Ganador      | Ganador      | Ganador      | Ganador      | Ganador      | Ganador      | Ganador      | Ganador      | Ganador      | Ganador      | Ganador      | Ganador      | Ganador      | Ganador      | Ganador      | Ganador      | Ganador      | Ganador      | Ganador      | Ganador      | Ganador |
| Samael   | 32 | 33 | 29 | 33           | 33           | 35           | 40           | 40           | 40           | 78           | 75           | 77           | Segundo      | Segundo      | Segundo      | Segundo      | Segundo      | Segundo      | Segundo      | Segundo      | Segundo      | Segundo      | Segundo      | Segundo      | Segundo      | Segundo      | Segundo      | Segundo      | Segundo      | Segundo      | Segundo      | Segundo      | Segundo      | Segundo      | Segundo      | Segundo      | Segundo      | Segundo      | Segundo      | Segundo      | Segundo      | Segundo      | Segundo      | Segundo      | Segundo      | Segundo      | Segundo      | Segundo      | Segundo      | Segundo      | Segundo      | Segundo |
| Fernanda | 32 | 25 | 36 | 36           | 33           | 35           | 35           | 40           | 31           | 72           | 75           | 67           | Tercera      | Tercera      | Tercera      | Tercera      | Tercera      | Tercera      | Tercera      | Tercera      | Tercera      | Tercera      | Tercera      | Tercera      | Tercera      | Tercera      | Tercera      | Tercera      | Tercera      | Tercera      | Tercera      | Tercera      | Tercera      | Tercera      | Tercera      | Tercera      | Tercera      | Tercera      | Tercera      | Tercera      | Tercera      | Tercera      | Tercera      | Tercera      | Tercera      | Tercera      | Tercera      | Tercera      | Tercera      | Tercera      | Tercera      | Tercera |
| Josué    | 26 | 33 | 31 | 30           | 31           | 30           | 36           | 35           | 37           | 68           | 71           | 7° Eliminado | 7° Eliminado | 7° Eliminado | 7° Eliminado | 7° Eliminado | 7° Eliminado | 7° Eliminado | 7° Eliminado | 7° Eliminado | 7° Eliminado | 7° Eliminado | 7° Eliminado | 7° Eliminado | 7° Eliminado | 7° Eliminado | 7° Eliminado | 7° Eliminado | 7° Eliminado | 7° Eliminado | 7° Eliminado | 7° Eliminado | 7° Eliminado | 7° Eliminado | 7° Eliminado | 7° Eliminado | 7° Eliminado | 7° Eliminado | 7° Eliminado | 7° Eliminado | 7° Eliminado | 7° Eliminado | 7° Eliminado | 7° Eliminado | 7° Eliminado | 7° Eliminado | 7° Eliminado | 7° Eliminado | 7° Eliminado | 7° Eliminado | 7° Eliminado |         |
| Andrés   | 26 | 26 | 29 | 28           | 31           | 39           | 33           | 35           | 35           | 62           | 6° Eliminado | 6° Eliminado | 6° Eliminado | 6° Eliminado | 6° Eliminado | 6° Eliminado | 6° Eliminado | 6° Eliminado | 6° Eliminado | 6° Eliminado | 6° Eliminado | 6° Eliminado | 6° Eliminado | 6° Eliminado | 6° Eliminado | 6° Eliminado | 6° Eliminado | 6° Eliminado | 6° Eliminado | 6° Eliminado | 6° Eliminado | 6° Eliminado | 6° Eliminado | 6° Eliminado | 6° Eliminado | 6° Eliminado | 6° Eliminado | 6° Eliminado | 6° Eliminado | 6° Eliminado | 6° Eliminado | 6° Eliminado | 6° Eliminado | 6° Eliminado | 6° Eliminado | 6° Eliminado | 6° Eliminado | 6° Eliminado | 6° Eliminado | 6° Eliminado |              |         |
| Génesis  | 30 | 29 | 24 | 28           | 33           | 34           | 31           | 29           | 29           | 5° Eliminada | 5° Eliminada | 5° Eliminada | 5° Eliminada | 5° Eliminada | 5° Eliminada | 5° Eliminada | 5° Eliminada | 5° Eliminada | 5° Eliminada | 5° Eliminada | 5° Eliminada | 5° Eliminada | 5° Eliminada | 5° Eliminada | 5° Eliminada | 5° Eliminada | 5° Eliminada | 5° Eliminada | 5° Eliminada | 5° Eliminada | 5° Eliminada | 5° Eliminada | 5° Eliminada | 5° Eliminada | 5° Eliminada | 5° Eliminada | 5° Eliminada | 5° Eliminada | 5° Eliminada | 5° Eliminada | 5° Eliminada | 5° Eliminada | 5° Eliminada | 5° Eliminada | 5° Eliminada | 5° Eliminada | 5° Eliminada | 5° Eliminada | 5° Eliminada |              |              |         |
| Nacho    | 26 | 31 | 32 | 32           | 29           | 32           | 4° Eliminado | 4° Eliminado | 4° Eliminado | 4° Eliminado | 4° Eliminado | 4° Eliminado | 4° Eliminado | 4° Eliminado | 4° Eliminado | 4° Eliminado | 4° Eliminado | 4° Eliminado | 4° Eliminado | 4° Eliminado | 4° Eliminado | 4° Eliminado | 4° Eliminado | 4° Eliminado | 4° Eliminado | 4° Eliminado | 4° Eliminado | 4° Eliminado | 4° Eliminado | 4° Eliminado | 4° Eliminado | 4° Eliminado | 4° Eliminado | 4° Eliminado | 4° Eliminado | 4° Eliminado | 4° Eliminado | 4° Eliminado | 4° Eliminado | 4° Eliminado | 4° Eliminado | 4° Eliminado | 4° Eliminado | 4° Eliminado | 4° Eliminado | 4° Eliminado |              |              |              |              |              |         |
| Karolyn  | 25 | 31 | 32 | 31           | 36           | 32           | 3° Eliminada | 3° Eliminada | 3° Eliminada | 3° Eliminada | 3° Eliminada | 3° Eliminada | 3° Eliminada | 3° Eliminada | 3° Eliminada | 3° Eliminada | 3° Eliminada | 3° Eliminada | 3° Eliminada | 3° Eliminada | 3° Eliminada | 3° Eliminada | 3° Eliminada | 3° Eliminada | 3° Eliminada | 3° Eliminada | 3° Eliminada | 3° Eliminada | 3° Eliminada | 3° Eliminada | 3° Eliminada | 3° Eliminada | 3° Eliminada | 3° Eliminada | 3° Eliminada | 3° Eliminada | 3° Eliminada | 3° Eliminada | 3° Eliminada | 3° Eliminada | 3° Eliminada | 3° Eliminada | 3° Eliminada | 3° Eliminada | 3° Eliminada | 3° Eliminada |              |              |              |              |              |         |
| Melissa  | 28 | 26 | 31 | 2° Eliminada | 2° Eliminada | 2° Eliminada | 2° Eliminada | 2° Eliminada | 2° Eliminada | 2° Eliminada | 2° Eliminada | 2° Eliminada | 2° Eliminada | 2° Eliminada | 2° Eliminada | 2° Eliminada | 2° Eliminada | 2° Eliminada | 2° Eliminada | 2° Eliminada | 2° Eliminada | 2° Eliminada | 2° Eliminada | 2° Eliminada | 2° Eliminada | 2° Eliminada | 2° Eliminada | 2° Eliminada | 2° Eliminada | 2° Eliminada | 2° Eliminada | 2° Eliminada | 2° Eliminada | 2° Eliminada | 2° Eliminada | 2° Eliminada | 2° Eliminada | 2° Eliminada | 2° Eliminada | 2° Eliminada | 2° Eliminada | 2° Eliminada | 2° Eliminada |              |              |              |              |              |              |              |              |         |
| Michelle | 24 | 22 | 24 | 1° Eliminada | 1° Eliminada | 1° Eliminada | 1° Eliminada | 1° Eliminada | 1° Eliminada | 1° Eliminada | 1° Eliminada | 1° Eliminada | 1° Eliminada | 1° Eliminada | 1° Eliminada | 1° Eliminada | 1° Eliminada | 1° Eliminada | 1° Eliminada | 1° Eliminada | 1° Eliminada | 1° Eliminada | 1° Eliminada | 1° Eliminada | 1° Eliminada | 1° Eliminada | 1° Eliminada | 1° Eliminada | 1° Eliminada | 1° Eliminada | 1° Eliminada | 1° Eliminada | 1° Eliminada | 1° Eliminada | 1° Eliminada | 1° Eliminada | 1° Eliminada | 1° Eliminada | 1° Eliminada | 1° Eliminada | 1° Eliminada | 1° Eliminada | 1° Eliminada |              |              |              |              |              |              |              |              |         |

     Puntaje más alto.

     Puntaje más bajo/a.

     Enfrentamiento y salvado/a por el jurado.

    
Sentenciado/a, enviado al enfrentamiento y eliminado/a por el jurado.

### Desafíos y retos

#### Cantar música religiosa
En la segunda gala y como se realizó en un Sábado Santo, la producción decidió que las mujeres, los hombres y los niños en grupos separados debían cantar música alusiva a la ocasión. Estas presentaciones no fueron evaluadas.

#### Películas infantiles deDisney
En la quinta gala los participantes debieron dividirse en tríos, compuestos por dos jóvenes o adultos y un niño. Debía interpretar música de películas famosas de Disney como La Sirenita, Toy Story, El Rey León y Tarzán.
- Toy Story (Yo Soy tu Amigo Fiel)

Fue interpretada por Josué (Woody), Jossie (Betty) y Karolyn (Jessie).
- El Rey León (El Ciclo de la Vida)

Fue interpretada por Génesis, Nacho y Adri con el papel de nativos africanos.
- La Sirenita (Bajo del Mar)

Fue interpretada por Fer (Ariel), Andrés (Sebastián) y Gerald (Flounder).
- Tarzán (En Mi Corazón)

Fue interpretada por Haury, Alejandra y Samael con el papel de tres exploradores de la selva.

#### Noche de Dúos con la segunda temporada
En la séptima gala los participantes debieron formar dúos con los participantes de la segunda temporada y cantar una ronda extra, los dúos quedaron así:
Nota: Danyer Garro, segundo lugar de la segunda temporada no pudo participar, en su sustitución se incorporó al ganador de la primera temporada, Jecson Carvajal.
- Adrii y Yecson (ganador primera temporada)
- Génesis y Bryan (tercer eliminado segunda temporada) Hollywood
- Alejandra y Stephanie (primera eliminada segunda temporada)
- Haury y Lui (finalista de la segunda temporada)
- Josué y Jénesis (cuarta eliminada de la segunda temporada)
- Gerald y Ely (tercer lugar de la segunda temporada)
- Samael y Karla (sexta eliminada de la segunda temporada)
- Fer y Christian (ganador de la segunda temporada)
- Andrés y Gerald (quinto eliminado de la segunda temporada)

#### Noche de Dúos con participantes
En la octava gala los participantes de la categoría Jóvenes - Adultos debieron cantar a dúo con sus compañeros, las parejas quedaron así:
- Génesisis y Andrés
- Fer y Samael
- Haury y Josué

#### Trío Folklórico
Las tres niñas debieron cantar en conjunto canciones típicas costarricenses, cada una debió realizar un solo y fueron evaluadas por el jurado.

#### Cuarteto y Humberto Cannesa
Los cuatro jóvenes debieron cantar, mientras que su profesor de danza bailaba interpretando la letra de la canción.

### Noche de Dúos con profesores
En la novena gala los participantes de la categoría jóvenes y adultos, debieron cantar con sus profesores, los dúos quedaron así:
- Andrés y Duvalier Quirós
- Génesis y María Marta López
- Haury y Ricardo Sáenz
- Samael y Luz María Romero
- Fer y Charlene Stwart
- Josué y Gine Chambers

### Noche de Dúos con artistas nacionales
En la novena gala los participantes de la categoría niños, debieron cantar en compañía de un artista nacional, los dúos quedaron así:
- Josy y Estela Peralta (cantante grupo Lepop, ganadora premio ACAM y El Combate de MTV)
- Ale y Bernardo Quesada
- Adri y Humberto Vargas (ganador Viña del Mar)

### Noche de dúos con padres
En la décima gala los participantes de la categoría de niños deberán cantar junto con uno de sus padres
- Alejandra y su mamá
- Josy y su papá
- Adri y su mamá

### Géneros Musicales
| Gala | Jóvenes-Adultos                     | Niños                                 |
| ---- | ----------------------------------- | ------------------------------------- |
| 1    | Libre                               | Libre                                 |
| 2    | Música Positiva                     | Música Positiva                       |
| 3    | Tropical                            | Tropical                              |
| 4    | Libre                               | Infantil                              |
| 5    | Música Italiana                     | Rock and Roll                         |
| 6    | Libre                               | Música Tradicional de América del Sur |
| 7    | Libre                               | Libre                                 |
| 8    | Libre                               | Libre                                 |
| 9    | Música del año de nacimiento        | Música del año de nacimiento          |
| 10   | Música costarricense de los ochenta | Libre                                 |
| 11   | Libre                               | Libre                                 |
| 12   | Libre                               | Libre                                 |

### Nace una Estrella 3: El Concierto
Nace una Estrella 3: El Concierto, es una gira de musicales con los 15 participantes de la tercera temporada. Se realizan en diferentes puntos del país y las entradas son gratuitas.
- Palmarés: 19 de agosto en el redondel de Palmarés
- San José: 2 de setiembre en el Teatro Melico Salazar

### Programación
| Precedido por                        | Programa            | Sucedido por                   |
| ------------------------------------ | ------------------- | ------------------------------ |
| Bailando por un sueño: Centroamérica | Nace una Estrella 3 | Pequeños Gigantes (Costa Rica) |

## Cuarta Temporada (2012)
- Artículo principal:  Nace una Estrella (temporada 4)

Tras el grandiosos éxito tres temporadas, en el 2012 Teletica decide realizar la cuarta temporada. Inició el 29 de abril del 2012 se transmite por primera vez todos los domingos a partir de las 7:00 de la noche, con cambios de horario para las personas que sintonizan la señal internacional de Teletica. También el reality puede ser visto en cualquier parte del mundo en vivo y en directo desde la página de Teletica, www.teletica.com.  Este es el primer reality show de Teletica Formatos en tener una cuarta temporada.

### Formato y Mecánica
En esta ocasión se pretende mostrar el programa mucho más renovado, con pequeños cambios.
La idea del programa es encontrar nuevos artistas nacionales, mediante un concurso de canto. Durante 12 galas, 15 participantes, serán divididos en dos grupos. El primero de ellos estará conformado por 10 participantes de 15 a 32 años. El segundo estará compuesto por 5 niños de 11 a 12 años de edad.
Los concursantes mostraran su voz ante un jurado formado por 3 famosos músicos y cantantes nacionales. A diferencia de temporadas anteriores los participantes podrán ver su calificación después de su presentación. Los jueces emiten una calificación del 1 al 10, con puntajes medios por ejemplo 9.5.
Los votos del jurado no tienen valor significativo para la competencia, ya que es el público el que elige cuáles concursantes continúan en la competencia por medio de una votación electrónica.
En la gran final, los votos del jurado son los más importantes, ya que son estos los que escogen al ganador.
Las votaciones electrónicas se irán acumulando a lo largo cierta cantidad de programas. En cada grupo los participantes con menos apoyo se irán a un enfrentamiento, en el cual cada uno cantará como solista. El jurado emitirá su calificación y salvará a uno de los concursantes, quedándose así, el que tenga la mayor calificación emitida. Los otros concursantes serán eliminados de la competencia. Los concursantes deberán demostrar ciertas habilidades artísticas pues la producción asignará, retos, desafíos, pruebas y sorpresas cada semana.

#### Votación Electrónica
Por primera vez un show de Teletica Formatos utiliza como mecánica la votación electrónica. Las personas que desean apoyar a los artistas deben entrar en el sitio web www.naceunaestrella.tv. Se deben registrar y podrán votar por cada artista de cada categoría una vez por hora durante toda la semana, los domingos a partir de las 5:00 p. m. hasta las 12 mn hasta 50 veces.

#### Audiciones
Las audiciones se realizaron del 18 al 21 de marzo del 2012, en las instalaciones de Teletica Formatos. Más de 500 personas adicionaron ante un jurado conformado por tres personas. Soló 100 participantes pasaron a la segunda ronda de audiciones que será realizada en el Auditorio Nacional con público presente. Los jueces de las audiciones fueron: María Marta López, Marvin Araya, Luz María Romero y Humberto Canessa.

#### Premios
- El primer lugar de la categoría Jóvenes-Adultos se llevará $15 000 en efectivo.
- El primer lugar de la categoría Niños se llevará $5000 en efectivo.

#### Presentadores
Los presentadores de esta temporada son los siguientes:
Los participantes de jóvenes y adultos son
- Edgar Silva: periodista y productor del programa matutino Buen Día, ha sido el presentador de los programas especiales de Teletica como Bailando por un Sueño, Cantando por un Sueño, Studio 7, Nace una Estrella 1 y 2, Pequeños Gigantes.
- Critiana Nassar:periodista y presentadora, en Teletica ha trabajado en las transmisiones de fin de año. Ha sido presentadora de Bailando por un Sueño 3,  Nace una Estrella 2 y  Nace una Estrella 3

#### Jurado
Después de 3 temporadas el jurado se renueva totalmente. Caracterizados por ser el panel del jurado más estricto de 3 temporadas darán una calificación del 1 al 10. Los encargados de seleccionar a las nuevas estrellas serán:
- Marvin Araya: director y fundador de la Orquesta Filarmónica, también ha sido director invitado Orquesta Sinfónica Nacional y es el actual director de la Orquesta Sinfónica Infantil.[4]
- Jaime Gamboa: cantante y guitarrista del grupo Malpaís. Ha tocado instrumentos como el bajo, el violín, el oboe y el trombón. Ha participado en conciertos de artistas como Silvio Rodríguez, Luis Eduardo Aute, León Gieco, Mercedes Sosa, Chico Baurque y muchos más. Es graduado de la Universidad Nacional de la carrera literatura y lingüística. En el 2005 fue declarado Personaje del año en la Cultura. Actualmente es letrista y ha grabado más de 20 discos.[5]

- Checko D'avila

#### Participantes

##### Participantes Adultos y Jóvenes
Los participantes de jóvenes y adultos son
| Participante               | Ocupación              | Edad    | Nacionalidad  | Enfrentamientos | Puesto alcanzado           |
| -------------------------- | ---------------------- | ------- | ------------- | --------------- | -------------------------- |
| Carlos Castillo            | Cantante               | 32 años | costarricense | 0               | Ganador                    |
| Yaritza Núñez              | Productora Audiovisual | 19 años | costarricense | 1               | Segundo lugar              |
| Fernando Barrientos        | Fisioterapeuta         | 32 años | costarricense | 1               | Tercer lugar               |
| María del Mar "Mar" Castro | Estudiante             | 17 años | costarricense | 2               | Cuarto Lugar               |
| Kelly Reid                 | Estudiante             | 15 años | costarricense | 2               | 6.ª concursante eliminada  |
| Romel Espinoza             | Estudiante             | 20 años | costarricense | 1               | 5.º concursante eliminado  |
| Karol Padilla              | Manicurista            | 22 años | costarricense | 1               | 4.ª concursante eliminada  |
| María "Marifer" Campos     | Estudiante             | 19 años | costarricense | 2               | 3.er concursante eliminada |
| Michael "Maika" Astua      | Músico                 | 21 años | costarricense | 1               | 2.º concursante eliminado  |
| Daniel Zilleruelo          | Estudiante             | 16 años | costarricense | 1               | 1.er concursante eliminado |

##### Participantes Niños
| Participante          | Ocupación  | Edad    | Nacionalidad  | Enfrentamientos | Puesto alcanzado            |
| --------------------- | ---------- | ------- | ------------- | --------------- | --------------------------- |
| Imani Campbell        | Estudiante | 11 años | costarricense | 2               | Ganadora                    |
| Alexander "Alex" Mata | Estudiante | 12 años | costarricense | 1               | Segundo lugar               |
| Pablo Mesén           | Estudiante | 11 años | costarricense | 1               | Tercer lugar                |
| Nicole "Niko" Méndez  | Estudiante | 11 años | costarricense | 2               | 2.ª concursante eliminada   |
| María "Pao" Zúñiga    | Estudiante | 11 años | costarricense | 1               | 1.era concursante eliminada |

#### Los Votos del Jurado

##### Los Votos del Jurado para Adultos-Jóvenes
Los votos del jurado tienen decisión en el enfrentamiento y en la final, ya que se encargan de escoger al ganador. Durante las galas de competencia sus puntajes son solamente referenciales.
| Carlos   | 22.0 | 24.5 | 23.5 | 22.5         | 17.5         | 26.5         | 60.0         | 59.0         | 60.0         | 58.5         | 59.5         | 89.5         | Ganador      | Ganador      | Ganador      | Ganador      | Ganador      | Ganador      | Ganador      | Ganador      | Ganador      | Ganador      | Ganador      | Ganador      | Ganador      | Ganador      | Ganador      | Ganador      | Ganador      | Ganador      | Ganador      | Ganador      | Ganador      | Ganador      | Ganador      | Ganador      | Ganador      | Ganador      | Ganador      | Ganador      | Ganador      | Ganador      | Ganador      | Ganador      | Ganador      | Ganador      | Ganador      | Ganador      | Ganador      | Ganador      | Ganador | Ganador |
| Yaritza  | 20.5 | 22.0 | 23.5 | 22           | 17           | 24.5         | 51.0         | 60.0         | 55.0         | 57.5         | 59.0         | 88.5         | Segunda      | Segunda      | Segunda      | Segunda      | Segunda      | Segunda      | Segunda      | Segunda      | Segunda      | Segunda      | Segunda      | Segunda      | Segunda      | Segunda      | Segunda      | Segunda      | Segunda      | Segunda      | Segunda      | Segunda      | Segunda      | Segunda      | Segunda      | Segunda      | Segunda      | Segunda      | Segunda      | Segunda      | Segunda      | Segunda      | Segunda      | Segunda      | Segunda      | Segunda      | Segunda      | Segunda      | Segunda      | Segunda      | Segunda | Segunda |
| Fernando | 22.5 | 21.5 | 24   | 25.0         | 16.5         | 25.5         | 55.5         | 54.0         | 57.5         | 58.0         |              | 57.0         | Tercero      | Tercero      | Tercero      | Tercero      | Tercero      | Tercero      | Tercero      | Tercero      | Tercero      | Tercero      | Tercero      | Tercero      | Tercero      | Tercero      | Tercero      | Tercero      | Tercero      | Tercero      | Tercero      | Tercero      | Tercero      | Tercero      | Tercero      | Tercero      | Tercero      | Tercero      | Tercero      | Tercero      | Tercero      | Tercero      | Tercero      | Tercero      | Tercero      | Tercero      | Tercero      | Tercero      | Tercero      | Tercero      | Tercero | Tercero |
| Mar      | 20.5 | 23.5 | 22.5 | 21.5         | 17           | 22.0         | 52.5         | 56.5         | 57.0         | 57.0         | 59.0         | 28.0         | Cuarta       | Cuarta       | Cuarta       | Cuarta       | Cuarta       | Cuarta       | Cuarta       | Cuarta       | Cuarta       | Cuarta       | Cuarta       | Cuarta       | Cuarta       | Cuarta       | Cuarta       | Cuarta       | Cuarta       | Cuarta       | Cuarta       | Cuarta       | Cuarta       | Cuarta       | Cuarta       | Cuarta       | Cuarta       | Cuarta       | Cuarta       | Cuarta       | Cuarta       | Cuarta       | Cuarta       | Cuarta       | Cuarta       | Cuarta       | Cuarta       | Cuarta       | Cuarta       | Cuarta       | Cuarta  | Cuarta  |
| Kelly    | 21.0 | 23.0 | 24.5 | 25.5         | 17.0         | 24.0         | 55.0         | 54.0         | 57.0         | 55.0         | 6° Eliminada | 6° Eliminada | 6° Eliminada | 6° Eliminada | 6° Eliminada | 6° Eliminada | 6° Eliminada | 6° Eliminada | 6° Eliminada | 6° Eliminada | 6° Eliminada | 6° Eliminada | 6° Eliminada | 6° Eliminada | 6° Eliminada | 6° Eliminada | 6° Eliminada | 6° Eliminada | 6° Eliminada | 6° Eliminada | 6° Eliminada | 6° Eliminada | 6° Eliminada | 6° Eliminada | 6° Eliminada | 6° Eliminada | 6° Eliminada | 6° Eliminada | 6° Eliminada | 6° Eliminada | 6° Eliminada | 6° Eliminada | 6° Eliminada | 6° Eliminada | 6° Eliminada | 6° Eliminada | 6° Eliminada | 6° Eliminada | 6° Eliminada | 6° Eliminada |         |         |
| Romel    | 20.0 | 22.0 | 21.0 | 15.5         | 17.5         | 25           | 52.5         | 56.5         | 55.0         | 5° Eliminado | 5° Eliminado | 5° Eliminado | 5° Eliminado | 5° Eliminado | 5° Eliminado | 5° Eliminado | 5° Eliminado | 5° Eliminado | 5° Eliminado | 5° Eliminado | 5° Eliminado | 5° Eliminado | 5° Eliminado | 5° Eliminado | 5° Eliminado | 5° Eliminado | 5° Eliminado | 5° Eliminado | 5° Eliminado | 5° Eliminado | 5° Eliminado | 5° Eliminado | 5° Eliminado | 5° Eliminado | 5° Eliminado | 5° Eliminado | 5° Eliminado | 5° Eliminado | 5° Eliminado | 5° Eliminado | 5° Eliminado | 5° Eliminado | 5° Eliminado | 5° Eliminado | 5° Eliminado | 5° Eliminado | 5° Eliminado | 5° Eliminado | 5° Eliminado |              |         |         |
| Karol    | 21.5 | 21.5 | 22.5 | 23.0         | 16.0         | 19.5         | 4° Eliminada | 4° Eliminada | 4° Eliminada | 4° Eliminada | 4° Eliminada | 4° Eliminada | 4° Eliminada | 4° Eliminada | 4° Eliminada | 4° Eliminada | 4° Eliminada | 4° Eliminada | 4° Eliminada | 4° Eliminada | 4° Eliminada | 4° Eliminada | 4° Eliminada | 4° Eliminada | 4° Eliminada | 4° Eliminada | 4° Eliminada | 4° Eliminada | 4° Eliminada | 4° Eliminada | 4° Eliminada | 4° Eliminada | 4° Eliminada | 4° Eliminada | 4° Eliminada | 4° Eliminada | 4° Eliminada | 4° Eliminada | 4° Eliminada | 4° Eliminada | 4° Eliminada | 4° Eliminada | 4° Eliminada | 4° Eliminada | 4° Eliminada | 4° Eliminada |              |              |              |              |         |         |
| Marifer  | 19.0 | 22.0 | 21.0 | 21.5         | 17           | 22.5         | 3° Eliminada | 3° Eliminada | 3° Eliminada | 3° Eliminada | 3° Eliminada | 3° Eliminada | 3° Eliminada | 3° Eliminada | 3° Eliminada | 3° Eliminada | 3° Eliminada | 3° Eliminada | 3° Eliminada | 3° Eliminada | 3° Eliminada | 3° Eliminada | 3° Eliminada | 3° Eliminada | 3° Eliminada | 3° Eliminada | 3° Eliminada | 3° Eliminada | 3° Eliminada | 3° Eliminada | 3° Eliminada | 3° Eliminada | 3° Eliminada | 3° Eliminada | 3° Eliminada | 3° Eliminada | 3° Eliminada | 3° Eliminada | 3° Eliminada | 3° Eliminada | 3° Eliminada | 3° Eliminada | 3° Eliminada | 3° Eliminada | 3° Eliminada | 3° Eliminada |              |              |              |              |         |         |
| Maika    | 21.5 | 22.5 | 22.0 | 2° Eliminado | 2° Eliminado | 2° Eliminado | 2° Eliminado | 2° Eliminado | 2° Eliminado | 2° Eliminado | 2° Eliminado | 2° Eliminado | 2° Eliminado | 2° Eliminado | 2° Eliminado | 2° Eliminado | 2° Eliminado | 2° Eliminado | 2° Eliminado | 2° Eliminado | 2° Eliminado | 2° Eliminado | 2° Eliminado | 2° Eliminado | 2° Eliminado | 2° Eliminado | 2° Eliminado | 2° Eliminado | 2° Eliminado | 2° Eliminado | 2° Eliminado | 2° Eliminado | 2° Eliminado | 2° Eliminado | 2° Eliminado | 2° Eliminado | 2° Eliminado | 2° Eliminado | 2° Eliminado | 2° Eliminado | 2° Eliminado | 2° Eliminado | 2° Eliminado |              |              |              |              |              |              |              |         |         |
| Daniel   | 19.0 | 20.0 | 19.0 | 1° Eliminado | 1° Eliminado | 1° Eliminado | 1° Eliminado | 1° Eliminado | 1° Eliminado | 1° Eliminado | 1° Eliminado | 1° Eliminado | 1° Eliminado | 1° Eliminado | 1° Eliminado | 1° Eliminado | 1° Eliminado | 1° Eliminado | 1° Eliminado | 1° Eliminado | 1° Eliminado | 1° Eliminado | 1° Eliminado | 1° Eliminado | 1° Eliminado | 1° Eliminado | 1° Eliminado | 1° Eliminado | 1° Eliminado | 1° Eliminado | 1° Eliminado | 1° Eliminado | 1° Eliminado | 1° Eliminado | 1° Eliminado | 1° Eliminado | 1° Eliminado | 1° Eliminado | 1° Eliminado | 1° Eliminado | 1° Eliminado | 1° Eliminado | 1° Eliminado |              |              |              |              |              |              |              |         |         |

     Puntaje más alto.

     Puntaje más bajo/a.

     Enfrentamiento y salvado/a por el jurado.

    
Sentenciado/a, enviado al enfrentamiento y eliminado/a por el jurado.

##### Los Votos del Jurado para Niños
Los votos del jurado tienen decisión en el enfrentamiento y en la final, ya que se encargan de escoger al ganador. Durante las galas de competencia sus puntajes son solamente referenciales.
| Imani | 20.5 | 23.0 | 25.0 | 26.0 | 17.0         | 27.0         | 57.0         | 60.0         | 58.5         | 59.0         | 60.0         | 88.5         | Ganadora     | Ganadora     | Ganadora     | Ganadora     | Ganadora     | Ganadora     | Ganadora     | Ganadora     | Ganadora     | Ganadora     | Ganadora     | Ganadora     | Ganadora     | Ganadora     | Ganadora     | Ganadora     | Ganadora     | Ganadora     | Ganadora     | Ganadora     | Ganadora     | Ganadora     | Ganadora     | Ganadora     | Ganadora     | Ganadora     | Ganadora     | Ganadora     | Ganadora     | Ganadora     | Ganadora     | Ganadora     | Ganadora     | Ganadora     | Ganadora     | Ganadora     | Ganadora | Ganadora | Ganadora | Ganadora |
| Alex  | 20.5 | 23.5 | 24.0 | 26.0 | 16.0         | 24.5         | 55.5         | 52.5         | 58.5         | 57.0         | 60.0         | 87           | Segundo      | Segundo      | Segundo      | Segundo      | Segundo      | Segundo      | Segundo      | Segundo      | Segundo      | Segundo      | Segundo      | Segundo      | Segundo      | Segundo      | Segundo      | Segundo      | Segundo      | Segundo      | Segundo      | Segundo      | Segundo      | Segundo      | Segundo      | Segundo      | Segundo      | Segundo      | Segundo      | Segundo      | Segundo      | Segundo      | Segundo      | Segundo      | Segundo      | Segundo      | Segundo      | Segundo      | Segundo  | Segundo  | Segundo  | Segundo  |
| Pablo | 19.0 | 23.5 | 26.5 | 23.0 | 17.5         | 27.5         | 53.0         | 57.0         | 56.5         | 55.5         | 58.0         | 57.5         | Tercero      | Tercero      | Tercero      | Tercero      | Tercero      | Tercero      | Tercero      | Tercero      | Tercero      | Tercero      | Tercero      | Tercero      | Tercero      | Tercero      | Tercero      | Tercero      | Tercero      | Tercero      | Tercero      | Tercero      | Tercero      | Tercero      | Tercero      | Tercero      | Tercero      | Tercero      | Tercero      | Tercero      | Tercero      | Tercero      | Tercero      | Tercero      | Tercero      | Tercero      | Tercero      | Tercero      | Tercero  | Tercero  | Tercero  | Tercero  |
| Niko  | 21.5 | 22.0 | 24.0 | 22.5 | 14.0         | 25.0         | 51.0         | 52.0         | 2° Eliminada | 2° Eliminada | 2° Eliminada | 2° Eliminada | 2° Eliminada | 2° Eliminada | 2° Eliminada | 2° Eliminada | 2° Eliminada | 2° Eliminada | 2° Eliminada | 2° Eliminada | 2° Eliminada | 2° Eliminada | 2° Eliminada | 2° Eliminada | 2° Eliminada | 2° Eliminada | 2° Eliminada | 2° Eliminada | 2° Eliminada | 2° Eliminada | 2° Eliminada | 2° Eliminada | 2° Eliminada | 2° Eliminada | 2° Eliminada | 2° Eliminada | 2° Eliminada | 2° Eliminada | 2° Eliminada | 2° Eliminada | 2° Eliminada | 2° Eliminada | 2° Eliminada | 2° Eliminada | 2° Eliminada | 2° Eliminada | 2° Eliminada | 2° Eliminada |          |          |          |          |
| Paola | 18.5 | 19.5 | 22.5 | 21.0 | 1° Eliminada | 1° Eliminada | 1° Eliminada | 1° Eliminada | 1° Eliminada | 1° Eliminada | 1° Eliminada | 1° Eliminada | 1° Eliminada | 1° Eliminada | 1° Eliminada | 1° Eliminada | 1° Eliminada | 1° Eliminada | 1° Eliminada | 1° Eliminada | 1° Eliminada | 1° Eliminada | 1° Eliminada | 1° Eliminada | 1° Eliminada | 1° Eliminada | 1° Eliminada | 1° Eliminada | 1° Eliminada | 1° Eliminada | 1° Eliminada | 1° Eliminada | 1° Eliminada | 1° Eliminada | 1° Eliminada | 1° Eliminada | 1° Eliminada | 1° Eliminada | 1° Eliminada | 1° Eliminada | 1° Eliminada | 1° Eliminada | 1° Eliminada | 1° Eliminada |              |              |              |              |          |          |          |          |

     Puntaje más alto.

     Puntaje más bajo/a.

     Enfrentamiento y salvado/a por el jurado.

    
Sentenciado/a, enviado al enfrentamiento y eliminado/a por el jurado.

##### Desafíos y retos
- Noche de Gloria

En la cuarta gala, los participantes de la categoría Adultos y Jóvenes debían cantar éxitos de la cantante Gloria Estefan
- Noche en grupos

En la quinta gala, los participantes debían cantar un mix en grupos: mujeres, hombres y niños.
- Noche de reto de los jueces

En la séptima gala los participantes debían interpretar dos canciones, una de ellas fue escogida por los jueces.
- Noche de dúos

En la octava gala los participantes debían cantar en dúos, los cuales quedaron de esta forma:
- - Kelly y Fernando
  - Yaritza y Carlos
  - Mar y Romel
  - Niko y Álex
  - Imani y Pablo

- Noche de azúcar

En la novena, los participantes debían formar tríos para cantar éxitos de la cantante Celia Cruz. Los tríos quedaron así:
- - Mar, Pablo y Romel
  - Kelly, Carlos y Álex
  - Imani, Yaritza y Fernando

- Noche costarricense

En la décima gala los participantes debieron cantar temas de autores costarricenses.

### Curiosidades

#### Programación
| Precedido por | Programa          | Sucedido por                        |
| ------------- | ----------------- | ----------------------------------- |
| Studio 7      | Nace una Estrella | Dancing with the Stars (Costa Rica) |

## Quinta Temporada (2021)
- Artículo principal:  Nace una Estrella (temporada 5)

Después de 9 años ausente el programa en las pantallas costarricenses, Teletica decide relanzar el programa Nace una Estrella. La fecha de inicio está programada para el 2 de mayo de 2021 y será desarrollado en 12 galas transmitidas en vivo desde el Estudio Marco Picado ubicado en Sabana Norte en San José, Costa Rica. 

### Formato y Mecánica
La idea del programa es encontrar nuevos artistas nacionales, mediante un concurso de canto. Durante 12 galas, 15 participantes, serán divididos en dos grupos. El primero de ellos estará conformado por 10 participantes de 15 a 32 años. El segundo estará compuesto por 5 niños de 11 a 12 años de edad.
La mecánica para esta temporada varió un poco, los jueces darán su puntaje y uno de ellos emitirá un voto secreto que será revelado en la noche de expulsión. Además, el grupo de profesores emitirá un voto colegiado para cada participante considerando el desempeño realizado durante la semana. 

#### Audiciones
Las audiciones se realizaron a inicios de marzo del 2021 y duraron 14 días. Más de 1600 personas adicionaron ante un jurado conformado por tres personas. De estas personas se elegían los 15 participantes finales. Los jueces de las audiciones fueron: María Marta López, Marvin Araya y Flor Urbina

#### Presentadores
Los presentadores de esta temporada son los siguientes:
Los participantes de jóvenes y adultos son
- Edgar Silva: periodista, ha sido el presentador de los programas especiales de Teletica como Bailando por un Sueño, Cantando por un Sueño, Studio 7, Nace una Estrella 1, 2 y 4, Pequeños Gigantes.
- Johanna Solano:modelo  y presentadora, ha presentado programas de Televisa específicamente en Ritmoson Latino.  En Teletica ha trabajado como presentadora de la Revista Mundialista y fue celebridad ganadora de la quinta temporada de Dancing with the Stars (Costa Rica).

#### Jurado
Después de 4 temporadas se propone un panel de jurado muy diferente. Los encargados de seleccionar a las nuevas estrellas serán:
- Debi Nova: Su canción ”One Rhythm” llegó al #1 en la lista Billboard Dance Club, y ha colaborado con artistas como The Black Eyed Peas, Sean Paul, Sergio Mendes, Mark Ronson, Ricky Martin y Franco De Vita. Su último álbum, 3:33 (2020) recibió tres nominaciones y un premio en los Latin Grammys 2020, y una nominación a los premios Grammy 2021, convirtiéndola, por esta última, en la primera artista costarricense en ser galardonada con el reconocimiento.

- Joaquín Yglesias: tenor costarricense y una de las voces más influyentes de la escena nacional. Joaquín ha participado en un sinnúmero de conciertos, óperas, cantatas, oratorios, zarzuelas como solista entre ellas “Luisa Fernanda”, “La Gran Via”, “Carmina Burana”, “Magnificat de Vivaldi”, “Stabat Mater de Karl Jenkins” entre muchas otras en los Teatros Nacionales, Bolshoi Drama Theatre de Rusia, Ana Yanci de Panamá y muchos otros más.

- Ricardo Padilla: Vivió en México durante 29 años logrando muchos éxitos internacionales como "Migajas", "Garra de León", "Ni amante ni amor Ni nada", "El Amor se Va", "Escribiendo", entre otros temas. Ha colaborado con artistas de talla internacional como The Platters, Tom Jones, Manzanero, entre otros.

- Marvin Araya: director y fundador de la Orquesta Filarmónica, también ha sido director invitado Orquesta Sinfónica Nacional y es el actual director de la Orquesta Sinfónica Infantil. Junto a la Orquesta Filarmónica ha acompañado a artistas como Luciano Pavarotti, Andrea Bocelli, Armando Manzanero, Fito Páez, Pau Dones y Natalia Lafourcade entre muchos otros.

### Profesores
Los participantes todas las semanas deben prepararse junto a profesionales que los ayudarán a mejorar las habilidades necesaria para dar un buen show en el escenario. Además de lecciones de canto, se les prepara con clases de actuación, interpretación, movimiento corporal baile. Los expertos encargados son:
- Silvia Baltodano: Es actriz, cantante y bailarina. Ganadora del Premio Nacional de Teatro Ricardo Fernández Guardia 2019 por mejor actuación. Graduada de la prestigiosa Royal Central School of Speech and Drama en Londres, con un título en actuación con énfasis en teatro musical.

- Flor Urbina: Urbina es consultora empresarial, productora, preparadora, programadora neurolingüística, actriz, dramaturga, cantautora, coreógrafa, motivadora, investigadora, docente universitaria y máster en Estudios Latinoamericanos. En Costa Rica es conocida también por su trayectoria en radio y televisión, tanto como conductora, preparadora o jurado en programas como 'Bailando por un Sueño', 'Pequeños Gigantes', 'Reto Centroamericano de Baile', 'Dancing With The Stars' y 'Tu Cara me Suena'.

- Maripili Araya: Maripili es fundadora, maestra y directora de uno de los centros de desarrollo artístico más importantes de Latinoamérica: Warehouse Dance Complex. Araya suma más de 25 años de trabajar como desarrolladora de talento internacional desde Costa Rica. Ha colaborado como asesora y juez en los programas de televisión más prestigiosos de baile en su país, entre ellos 'Bailando por un Sueño', 'Tu Cara Me Suena', 'Dancing With The Stars' y, en Televisa México, el 'Primer Campeonato Internacional de Baile'. A través de los años, los bailarines que ha formado han compartido escenario con grandes estrellas internacionales como Christina Aguilera, Pitbull, Daddy Yankee, Missy Elliott, J Balvin, Justin Bieber, Maluma y Shaggy.

- Maria Marta López: María Marta López es máster en canto, estudiante de Terapia del Lenguaje, profesora de canto y técnicas de la voz en la Universidad de Costa Rica. Tiene amplia experiencia en el manejo de la voz y se ha desempeñado como solista lírica por más de 25 años en la Compañía Lírica Nacional. Posee experiencia como asesora en programas de televisión como 'Pequeños Gigantes', 'Cantando por un Sueño', 'Tu Cara Me Suena' y 'Nace una Estrella'.

- Gourguen Mkrtytchian: El tenor armenio naturalizado costarricense Gourguen Mkrtytchian cuenta con más de 25 años de experiencia, es profesor experto en técnicas de canto y mentor de estrellas nacionales e internacionales. Posee experiencia como juez en programas de televisión como 'Cantando por un Sueño'.

### Participantes
Los participantes compiten en dos categorías en concordancia a su edad, en cada una de las categorías se define un ganador.

##### Participantes Adultos y Jóvenes
Los participantes de jóvenes y adultos son:
| Participante                                                                                            | Ocupación        | Edad    | Nacionalidad  | Puesto alcanzado            |
| --- | ---------------- | ------- | ------------- | --------------------------- |
| Alexander "Zorán" Arce                                                                                  | Maquillista      | 28 años | costarricense | Ganador                     |
| Juan José "Kike" Ramírez                                                                                | Comerciante      | 34 años | costarricense | Segundo lugar               |
| Priscilla Díaz                                                                                          | Profesora        | 25 años | costarricense | Tercer lugar                |
| Leonardo "Leo" Jara                                                                                     | Músico           | 38 años | costarricense | Cuarto Lugar                |
| Franciny Quirós                                                                                         | Salonera         | 28 años | costarricense | 4.ta concursante eliminada  |
| Fiorella Hernández                                                                                      | Estudiante       | 18 años | costarricense | 3.era concursante eliminada |
| Alejandro "Alejo" Núñez Nota: Falleció un día antes del estreno del 7.º episodio a causa de la Covid-19 | Músico callejero | 27 años | costarricense | Fuera de la competencia     |
| Sofía Casasola                                                                                          | Cantante         | 21 años | costarricense | 2.da concursante eliminada  |
| José Daniel Corrales                                                                                    | Agente de ventas | 28 años | costarricense | 1.er concursante eliminado  |
| Luis "LuisD" Delgado Nota: Renunció al programa por ser denunciado por su Exnovia.                      | Influencer       | 22 años | costarricense | Abandonó la competencia     |

##### Participantes Niños
| Participante                   | Ocupación  | Edad    | Nacionalidad  | Puesto alcanzado            |
| ------------------------------ | ---------- | ------- | ------------- | --------------------------- |
| Sara "Sarita" Barboza          | Estudiante | 11 años | costarricense | Ganadora                    |
| Ariel Darío                    | Estudiante | 11 años | costarricense | Segundo lugar               |
| Juan Ignacio "Juanis" Sanabria | Estudiante | 10 años | costarricense | 3.do concursante eliminado  |
| Maya Valverde                  | Estudiante | 10 años | italiana      | 2.da concursante eliminada  |
| Kiara Rodríguez                | Estudiante | 10 años | costarricense | 1.era concursante eliminada |

#### Los Votos del Jurado

##### Los Votos del Jurado para Adultos-Jóvenes
Los votos del jurado tienen decisión en el enfrentamiento y en la final, ya que se encargan de escoger al ganador. Durante las galas de competencia sus puntajes son solamente referenciales.
| Zorán       | 35 | 39                   | 40                   | 40                   | 38                   | 47                   | 87                   | 95                   | 99                   | 48                   | 90                   | 74.79%               | Ganador   | Ganador | Ganador | Ganador | Ganador | Ganador | Ganador | Ganador | Ganador | Ganador | Ganador | Ganador | Ganador | Ganador | Ganador | Ganador | Ganador | Ganador | Ganador | Ganador | Ganador | Ganador | Ganador | Ganador | Ganador | Ganador | Ganador | Ganador | Ganador | Ganador | Ganador | Ganador | Ganador | Ganador | Ganador | Ganador | Ganador | Ganador | Ganador | Ganador |
| Kike        | 34 | 34                   | 34                   | 40                   | 43                   | 42                   | 92                   | 95                   | 93                   | 49                   | 90                   | 10.83%               | Segundo   | Segundo | Segundo | Segundo | Segundo | Segundo | Segundo | Segundo | Segundo | Segundo | Segundo | Segundo | Segundo | Segundo | Segundo | Segundo | Segundo | Segundo | Segundo | Segundo | Segundo | Segundo | Segundo | Segundo | Segundo | Segundo | Segundo | Segundo | Segundo | Segundo | Segundo | Segundo | Segundo | Segundo | Segundo | Segundo | Segundo | Segundo | Segundo | Segundo |
| Priscilla   | 34 | 38                   | 41                   | 39                   | 43                   | 51                   | 82                   | 99                   | 96                   | 55                   | 90                   | 7.37%                | Tercera   | Tercera | Tercera | Tercera | Tercera | Tercera | Tercera | Tercera | Tercera | Tercera | Tercera | Tercera | Tercera | Tercera | Tercera | Tercera | Tercera | Tercera | Tercera | Tercera | Tercera | Tercera | Tercera | Tercera | Tercera | Tercera | Tercera | Tercera | Tercera | Tercera | Tercera | Tercera | Tercera | Tercera | Tercera | Tercera | Tercera | Tercera | Tercera | Tercera |
| Leo         | 35 | 37                   | 39                   | 40                   | 36                   | 44                   | 86                   | 90                   | 94                   | 50                   | 88                   | 7.01%                | Cuarto    | Cuarto  | Cuarto  | Cuarto  | Cuarto  | Cuarto  | Cuarto  | Cuarto  | Cuarto  | Cuarto  | Cuarto  | Cuarto  | Cuarto  | Cuarto  | Cuarto  | Cuarto  | Cuarto  | Cuarto  | Cuarto  | Cuarto  | Cuarto  | Cuarto  | Cuarto  | Cuarto  | Cuarto  | Cuarto  | Cuarto  | Cuarto  | Cuarto  | Cuarto  | Cuarto  | Cuarto  | Cuarto  | Cuarto  | Cuarto  | Cuarto  | Cuarto  | Cuarto  | Cuarto  | Cuarto  |
| Franciny    | 30 | 37                   | 36                   | 41                   | 40                   | 42                   | 86                   | 90                   | 91                   | 47                   | 90                   | 4° Eliminada         | 5° Lugar  |         |         |         |         |         |         |         |         |         |         |         |         |         |         |         |         |         |         |         |         |         |         |         |         |         |         |         |         |         |         |         |         |         |         |         |         |         |         |         |
| Fiorella    | 35 | 35                   | 38                   | 41                   | 41                   | 37                   | 82                   | 85                   | 3° Eliminada         | 3° Eliminada         | 3° Eliminada         | 3° Eliminada         | 6° Lugar  |         |         |         |         |         |         |         |         |         |         |         |         |         |         |         |         |         |         |         |         |         |         |         |         |         |         |         |         |         |         |         |         |         |         |         |         |         |         |         |
| Alejandro   | 31 | 36                   | 35                   | 38                   | 42                   | 35                   | Fuera de competencia | Fuera de competencia | Fuera de competencia | Fuera de competencia | Fuera de competencia | Fuera de competencia | 7° Lugar  |         |         |         |         |         |         |         |         |         |         |         |         |         |         |         |         |         |         |         |         |         |         |         |         |         |         |         |         |         |         |         |         |         |         |         |         |         |         |         |
| Sofía       | 35 | 35                   | 38                   | 33                   | 36                   | 2° Eliminada         | 2° Eliminada         | 2° Eliminada         | 2° Eliminada         | 2° Eliminada         | 2° Eliminada         | 2° Eliminada         | 8° Lugar  |         |         |         |         |         |         |         |         |         |         |         |         |         |         |         |         |         |         |         |         |         |         |         |         |         |         |         |         |         |         |         |         |         |         |         |         |         |         |         |
| Jose Daniel | 26 | 33                   | 31                   | 1° Eliminado         | 1° Eliminado         | 1° Eliminado         | 1° Eliminado         | 1° Eliminado         | 1° Eliminado         | 1° Eliminado         | 1° Eliminado         | 1° Eliminado         | 9° Lugar  |         |         |         |         |         |         |         |         |         |         |         |         |         |         |         |         |         |         |         |         |         |         |         |         |         |         |         |         |         |         |         |         |         |         |         |         |         |         |         |
| Luis        | 33 | Fuera de competencia | Fuera de competencia | Fuera de competencia | Fuera de competencia | Fuera de competencia | Fuera de competencia | Fuera de competencia | Fuera de competencia | Fuera de competencia | Fuera de competencia | Fuera de competencia | 10° Lugar |         |         |         |         |         |         |         |         |         |         |         |         |         |         |         |         |         |         |         |         |         |         |         |         |         |         |         |         |         |         |         |         |         |         |         |         |         |         |         |

- La Gala de Homenaje a Alejandro Nuñez no cuenta como la Gala 7 por no recibir calificación de los jueces

     Puntaje más alto.

     Puntaje más bajo/a.

     Nominado y salvado/a por el jurado.

    
Nominado y eliminado por el jurado.

##### Los Votos del Jurado para Niños
Los votos del jurado tienen decisión en el enfrentamiento y en la final, ya que se encargan de escoger al ganador. Durante las galas de competencia sus puntajes son solamente referenciales.
| Sara  | 35 | 40 | 37 | 35 | 34           | 50           | 89           | 50           | 48           | 94           | 50           | 52.39%       | Ganadora | Ganadora | Ganadora | Ganadora | Ganadora | Ganadora | Ganadora | Ganadora | Ganadora | Ganadora | Ganadora | Ganadora | Ganadora | Ganadora | Ganadora | Ganadora | Ganadora | Ganadora | Ganadora | Ganadora | Ganadora | Ganadora | Ganadora | Ganadora | Ganadora | Ganadora | Ganadora | Ganadora | Ganadora | Ganadora | Ganadora | Ganadora | Ganadora | Ganadora | Ganadora | Ganadora | Ganadora | Ganadora | Ganadora | Ganadora |
| Ariel | 33 | 37 | 35 | 42 | 31           | 44           | 74           | 48           | 50           | 100          | 50           | 47.61%       | Segundo  | Segundo  | Segundo  | Segundo  | Segundo  | Segundo  | Segundo  | Segundo  | Segundo  | Segundo  | Segundo  | Segundo  | Segundo  | Segundo  | Segundo  | Segundo  | Segundo  | Segundo  | Segundo  | Segundo  | Segundo  | Segundo  | Segundo  | Segundo  | Segundo  | Segundo  | Segundo  | Segundo  | Segundo  | Segundo  | Segundo  | Segundo  | Segundo  | Segundo  | Segundo  | Segundo  | Segundo  | Segundo  | Segundo  | Segundo  |
| Juan  | 33 | 33 | 35 | 37 | 31           | 43           | 86           | 41           | 45           | 91           | 43           | 3° Eliminado | 3° Lugar |          |          |          |          |          |          |          |          |          |          |          |          |          |          |          |          |          |          |          |          |          |          |          |          |          |          |          |          |          |          |          |          |          |          |          |          |          |          |          |
| Maya  | 32 | 37 | 35 | 35 | 30           | 41           | 77           | 42           | 2° Eliminada | 2° Eliminada | 2° Eliminada | 2° Eliminada | 4° Lugar |          |          |          |          |          |          |          |          |          |          |          |          |          |          |          |          |          |          |          |          |          |          |          |          |          |          |          |          |          |          |          |          |          |          |          |          |          |          |          |
| Kiara | 31 | 28 | 34 | 33 | 1° Eliminada | 1° Eliminada | 1° Eliminada | 1° Eliminada | 1° Eliminada | 1° Eliminada | 1° Eliminada | 1° Eliminada | 5° Lugar |          |          |          |          |          |          |          |          |          |          |          |          |          |          |          |          |          |          |          |          |          |          |          |          |          |          |          |          |          |          |          |          |          |          |          |          |          |          |          |

- La Gala de Homenaje a Alejandro Núñez no cuenta como la Gala 7 por no recibir calificación de los jueces

     Puntaje más alto.

     Puntaje más bajo/a.

     Enfrentamiento y salvado/a por el jurado.

    
Eliminado por menor puntaje acumulado.

##### Desafíos y retos
- Noche de dúos

En la octava gala los participantes debían cantar en dúos, los cuales quedaron de esta forma
- Zorán y Priscilla
- Fanciny y Kike
- Leo y Fiorella
- Sara y Juan Ignacio
- Ariel Darío y Maya
- Noche de dúos con participantes de temporadas anteriores

En la novena gala los participantes debían cantar en dúos con participantes de temporadas anteriores, los cuales quedaron de esta forma:
- Fiorella y Haury Cerdas - Tercera temporada (Ganador)
- Kike y Yecson Carvajal - Primera Temporada (Ganador)
- Leo y Xiomara Ramírez - Primera Temporada (Ganadora)
- Zorán y Fernando Barrientos - Cuarta Temporada (Tercer Lugar)
- Franciny y Carlos Daniel Castillo - Cuarta Temporada  (Ganador)
- Priscilla y Cristian Madriz - Segunda Temporada (Ganador)
- Noche de Dúos con artistas nacionales

En la décima gala los participantes de la categoría jóvenes y adultos, deberán cantar en compañía de un artista nacional, los dúos quedaron así:
- Leo y Javier Cartin La Pandylla
- Priscilla y Pato Barraza de Inconsciente Colectivo
- Franciny y Luis Montalbert de Gandhi
- Zorán y Rogelio Cisneros de Gaviota
- Kike y Gerardo Ramírez de Los Hicsos
- Noche de Disney

En la décima gala los participantes de la categoría niños cantaron canciones de películas de Disney, los cuales quedaron de esta forma:
- Sara - "Cuan lejos voy" Moana
- Juan Ignacio - "Yo soy tu amigo fiel" Toy Story
- Ariel Darío - "El ciclo de la vida" El Rey León
- El Ring

En la undécima gala los participantes de la categoría jóvenes y adultos deberá elegir sus canciones y su vestuario para derrotar a su contrincante, los cuales no tendrán ayuda de los profesores. El ganador obtendrá 5 puntos extras. La ganadora del reto fue Priscilla.
- Noche de Dúos con profesores

En la duodécima gala los participantes de la categoría jóvenes y adultos, debieron cantar con sus profesores, los dúos quedaron así:
- Leo y Flor Urbina
- Priscilla y Gourguen Mkrtytchian
- Franciny y Silvia Baltodano
- Zorán y María Marta López
- Kike y Silvia Baltodano

### Curiosidades

#### Programación
| Precedido por                 | Programa          | Sucedido por                  |
| ----------------------------- | ----------------- | ----------------------------- |
| Tu cara me suena (Costa Rica) | Nace una Estrella | Tu cara me suena (Costa Rica) |

## Sexta Temporada (2023)
- Artículo principal:  Nace una Estrella (temporada 6)

La sexta temporada fue oficialmente anunciada el 7 de junio del 2023 a través del programa Telenoticias anunciando que el 12 de junio del 2023 iniciaría la apertura de las inscripciones.
Nace una Estrella, la competencia de canto de Teletica, regresa a la pantalla nacional a partir del 3 de setiembre.

### Formato y Mecánica
La idea del programa es encontrar nuevos artistas nacionales, mediante un concurso de canto. Durante 12 galas, 17 participantes, serán divididos en dos grupos, 12 adultos y 5 niños.

#### Audiciones
Las audiciones se llevaron a cabo desde el 24 de junio hasta el 2 de julio del 2023. El 11 de julio se confirmó que de entre las 1.400 personas que asistieron a demostrar su talento en el Estadio Nacional, se seleccionaron a 125 preclasificados para una segunda audición los días 17 y 18 de julio de 2023 para elegir a los 15 finalistas.

### Premios
Nace una estrella dará un premio de $15.000 al adulto que gane la competencia y un monto de $7.500 al menor de edad ganador, dinero con el cual podrán materializar el sueño de grabar un álbum y lanzarse al estrellato.

#### Presentadores
Los presentadores de esta temporada son los siguientes:
- Edgar Silva: periodista, ha sido el presentador de los programas especiales de Teletica como Bailando por un Sueño, Cantando por un Sueño, Studio 7, Nace una Estrella 1, 2, 4 y 5, Pequeños Gigantes.
- Johanna Solano:modelo  y presentadora, ha presentado programas de Televisa específicamente en Ritmoson Latino.  En Teletica ha trabajado como presentadora de la Revista Mundialista y fue celebridad ganadora de la quinta temporada de Dancing with the Stars (Costa Rica).

#### Jurado
Los encargados de seleccionar a las nuevas estrellas serán:
- Debi Nova: Su canción ”One Rhythm” llegó al #1 en la lista Billboard Dance Club, y ha colaborado con artistas como The Black Eyed Peas, Sean Paul, Sergio Mendes, Mark Ronson, Ricky Martin y Franco De Vita. Su último álbum, 3:33 (2020) recibió tres nominaciones y un premio en los Latin Grammys 2020, y una nominación a los premios Grammy 2021, convirtiéndola, por esta última, en la primera artista costarricense en ser galardonada con el reconocimiento.

- Joaquín Yglesias: tenor costarricense y una de las voces más influyentes de la escena nacional. Joaquín ha participado en un sinnúmero de conciertos, óperas, cantatas, oratorios, zarzuelas como solista entre ellas “Luisa Fernanda”, “La Gran Via”, “Carmina Burana”, “Magnificat de Vivaldi”, “Stabat Mater de Karl Jenkins” entre muchas otras en los Teatros Nacionales, Bolshoi Drama Theatre de Rusia, Ana Yanci de Panamá y muchos otros más.

- Ricardo Padilla: Vivió en México durante 29 años logrando muchos éxitos internacionales como "Migajas", "Garra de León", "Ni amante ni amor Ni nada", "El Amor se Va", "Escribiendo", entre otros temas.Ha colaborado con artistas de talla internacional como The Platters, Tom Jones, Manzanero, entre otros.

- Marvin Araya: director y fundador de la Orquesta Filarmónica, también ha sido director invitado Orquesta Sinfónica Nacional y es el actual director de la Orquesta Sinfónica Infantil. Junto a la Orquesta Filarmónica ha acompañado a artistas como Luciano Pavarotti, Andrea Bocelli, Armando Manzanero, Fito Páez, Pau Dones y Natalia Lafourcade entre muchos otros.

### Profesores
Los participantes todas las semanas deben prepararse junto a profesionales que los ayudarán a mejorar las habilidades necesaria para dar un buen show en el escenario. Además de lecciones de canto, se les prepara con clases de actuación, interpretación, movimiento corporal baile. Los expertos encargados son:
- Silvia Baltodano: Es actriz, cantante y bailarina. Ganadora del Premio Nacional de Teatro Ricardo Fernández Guardia 2019 por mejor actuación. Graduada de la prestigiosa Royal Central School of Speech and Drama en Londres, con un título en actuación con énfasis en teatro musical.
- Javier Acuña: Coreógrafo y Bailarín. Ha participado como bailarín de los famosos en Dancing with the Stars (Costa Rica)

- María Marta López: María Marta López es máster en canto, estudiante de Terapia del Lenguaje, profesora de canto y técnicas de la voz en la Universidad de Costa Rica. Tiene amplia experiencia en el manejo de la voz y se ha desempeñado como solista lírica por más de 25 años en la Compañía Lírica Nacional. Posee experiencia como asesora en programas de televisión como 'Pequeños Gigantes', 'Cantando por un Sueño', 'Tu Cara Me Suena' y 'Nace una Estrella'.

- Luis Motalbert: músico, cantante principal y cofundador del grupo de rock nacional Gandhi.

- Rodrigo Lagunas: cantante, guitarrista y productor chileno-costarricense.

### Participantes
125 personas fueron a una segunda ronda de audiciones antes de definir a los 15 finalistas del programa Nace una estrella. 
La lista completa de preseleccionados es la siguiente:
| Lista de los 125 precalificados.     |                                    |                                  |                                              |                                    |                                                 |                                   |                                   |                                   |                                    |
| Abigail Alpízar Herrera./Niños       | Adriana Calvo Cerdas.              | Albin Jesús Fernández Amador.    | Alejandro David Chacón Murillo.              | Alexa Mariana Obando Cortés.       | Alisson Gabriela Castro Piedra.                 | Amanda Alonso Rodríguez./Niños    | Ana Laura Madrigal Cruz.          | Andrés Castro Chavarría.          | Ariana Roesch Jiménez.             |
| Ashley Ximena Lobo Villalobos.       | Ashley Merolica Black Fonseca      | Benjamín Canales Martínez.       | Berly Nicole Sirias Sánchez.                 | Britany Wheathey Urbina.           | Bryan Daniel Hidalgo Cambronero.                | Byron Sthuard Arguedas Álvarez.   | Camilo Andrés Quirós Corrales.    | Carlos Roberto Cisneros Guzmán.   | César Fabián Fuentes Gamboa.       |
| Crisley Yelitza Gamboa Mena.         | Cristian Osvaldo Vega Carrillo.    | Daniel Alberto Mora Torres.      | Daniel Andrés Fonseca Rojas.                 | Daniel Martínez Cordero.           | Daniela Arroyo Zeledón.                         | Daniela Cubero Pereira.           | Daniela Karina Esquivel Sequeira. | Didier Gael Rojas Jiménez./Niños  | Dominick Cáseres Cordero.          |
| Dorothy Marcela Hazel Ramírez.       | Emanuel Castellón Jiménez.         | Emilia María Yglesias Mora.      | Evangeline Zamora Suárez./Niños              | Farid André Saborío Garro.         | Fiorella Seravalli Cordero./J                   | Franciny Castillo Hurtado.        | Gabriel Naranjo Rivera.           | Gustavo Jesús Marín Lezcano.      | Heizel Andrea Alfaro Madrigal.     |
| Heyphril Ariana Brenes Mayrie.       | Isaac Rojas Miranda./Niños         | Jafet Xiomara Jerez Moreno.      | James Alexander Angulo Torres./J             | Jasuri Obando Urbina.              | Jeferson Alfredo "Jeff On" Donado Lara.         | Jefferson Steweart Guido Zumbado. | Jennifer Lucía Anchía Madrigal.   | Jenny Gómez Medina.               | Jeremy Antonio Solís Amador./Niños |
| Jhomayri Esthefany "Niah" Peña Mora. | Jimena Espinoza Zepeda.            | Jimena Rodríguez Venegas./N      | Jocelyn Stacy Vargas Ramírez.                | Johnny Jason Howell Flores.        | Jonathan Antonio Mora Rodríguez.                | Jorge Enrique Rodríguez.          | Jorge Ignacio Ruiz Pérez.         | Josabeth María González Abarca.   | José Antonio Gómez Calderón./Niños |
| José Daniel Castillo Madrigal.       | José Guzmán Jiménez.               | José Martín Rodríguez Jiménez.   | José Pablo Chacón Moreira.                   | Joy Jairo Vargas Arroyo.           | Keren Sanabria Pérez.                           | Keylor Jesús Rodríguez Campos.    | Kiarey Hazel León./K              | Letizia Aguilar Vargas.           | Lindberg Miguel Soto Cisneros.     |
| Lucas Guerrero Chavarría./Niños      | Lucas Mateo Camacho Rojas.         | Lucrecia Beatriz Guzmán León.    | Luis Alonso Delgado Rojas.                   | Luis Enrique Monge Pérez.          | Maday Fabiana Castillo Córdoba./Niños           | Maickel Villalobos Araya./Niños   | María Fernanda Campos Jiménez.    | María Fernanda Ramírez Rodríguez. | María Gabriela Jiménez Camacho.    |
| María Laura Jiménez Álvarez.         | María Margarita Fernández Borrero. | Mariángel Chaves Ramírez.        | Mario Alberto "Tasha Redd" Bolaños Céspedes. | Mariser Nicole Picado Núñez./Niños | Mary Ángel Cerdas Agüero./Niños                 | Mary Paz Retana Alvarado./Niños   | Mathias Roblero León. /Niños      | Matías Cruz Valverde./Niños       | Maykol Cordero Solís./Niños        |
| Melany Fabiana Umaña Angulo.         | Mía Dayana Álvarez Peraza.         | Michael Enrique Arley Abarca.    | Michael Iván Rodríguez Padilla.              | Montserrat Rodríguez Fallas.       | Narrell Castro Méndez./Niños                    | Nathalia Huber Kelly./Niños       | Nathaly Porras Calero.            | Nathann Solano Smith./Niños       | Nicole Valentina Villalobos Gómez. |
| Olga Leonza Salgado Aguirre.         | Olger Jesús Rodríguez Araya.       | Óscar Rodolfo Urbina Centeno.    | Owen Brown Quesada./Niños                    | Pablo Roberto Arley Vindas.        | Paula Andreína "Azúcar Moreno" Ortiz Chavarría. | Rachel María Prendas Ramírez.     | Rosmery Navarro Barahona.         | Rowena Alexandra Scott Crawford.  | Sarah Huertas Rojas./Niños         |
| Sergio Herrera Herrera.              | Sharom Daniela Mendoza Monge.      | Skarleth Marcia Aguirre.         | Sophia Campos Quirós./Niños                  | Stacy Daniela Jenkins Lara./J      | Steven Ramsés Campos Matamoros.                 | Valek Steve Mora Marín.           | Valerie Zúñiga Mora./Niños        | Valery Pamela Álvarez Carranza.   | Victoria Paniagua Vargas./Niños    |
| Victoria Rosales Molina./Niños       | Yeison Jesús Montero Barahona.     | Yeudi Alexander Cerdas Figueroa. | Yussin Ortiz Hernández.                      | Zeidy Sofía Gatgens Huertas.       |                                                 |                                   |                                   |                                   |                                    |

     Participantes del Día 1.
     Participantes del Día 2.
A través de su cuenta oficial de Instagram, se anunció que el 18 de agosto se darán a conocer los 17 participantes oficiales.

### Participantes jóvenes y adultos
Los participantes de jóvenes y adultos son:
| Participante                             | Ocupación    | Edad    | Nacionalidad  | Enfrentamientos | Puesto alcanzado            |
| ---------------------------------------- | ------------ | ------- | ------------- | --------------- | --------------------------- |
| Gustavo Jesús Marín Lezcano.             | Músico       | 21 años | costarricense |                 | Ganador                     |
| Jefferson Alfredo "Jeff On" Donado Lara. | Ing. Químico | 30 años | venezolano    |                 | Segundo lugar               |
| Ana Laura Madrigal Cruz.                 | Enfermera    | 20 años | costarricense | 1               | Tercer lugar                |
| Jafet Xiomara Jerez Moreno.              | Vendedora    | 33 años | salvadoreña   | 2               | Cuarto Lugar                |
| César Fabián Fuentes Gamboa.             | Músico       | 38 años | costarricense | 3               | 8.vo concursante eliminado  |
| James Alexander Angulo Torres.           | Estudiante   | 19 años | costarricense | 3               | 7.mo concursante eliminado  |
| Jenny Gómez Medina.                      | Estudiante   | 17 años | costarricense | 3               | 6.to concursante eliminada  |
| Daniel Andrés "Dani Maro" Fonseca Rojas. | Vendededor   | 29 años | costarricense | 1               | 5.to concursante eliminado  |
| Rowena Scott Crawford.                   | Cantante     | 31 años | costarricense | 3               | 4.ta concursante eliminada  |
| Valery Pamela Álvarez Carranza.          | Manicurista  | 20 años | costarricense | 1               | 3.era concursante eliminada |
| Sofía Gatgens Huertas.                   | Modelo       | 18 años | costarricense | 2               | 2.da concursante eliminada  |
| Steven Ramsés Campos Matamoros.          | Músico       | 21 años | costarricense | 1               | 1.er concursante eliminado  |

##### Participantes Niños
Los participantes niños son:
| Participante              | Ocupación  | Edad    | Nacionalidad  | Enfrentamientos | Puesto alcanzado            |
| ------------------------- | ---------- | ------- | ------------- | --------------- | --------------------------- |
| Jeremy Solís Amador.      | Estudiante | 13 años | costarricense | 1               | Ganador                     |
| Mariser Picado Núñez.     | Estudiante | 10 años | costarricense | 2               | Segundo lugar               |
| Lucas Guerrero Chavarría. | Estudiante | 8 años  | costarricense | 1               | 3.er concursante eliminado  |
| Maykol Cordero Solís.     | Estudiante | 11 años | costarricense | 2               | 2.do concursante eliminado  |
| Amanda Alonso Rodríguez.  | Estudiante | 12 años | costarricense | 1               | 1.era concursante eliminada |

#### Los Votos del Jurado

##### Los Votos del Jurado para Adultos-Jóvenes
Los votos del jurado tienen decisión en el enfrentamiento y en la final, ya que se encargan de escoger al ganador. Durante las galas de competencia sus puntajes son solamente referenciales
| Gustavo   | 31 | 29 | 31 | 36           | 34           | 33           | 39           | 40           | 75           | 80           | 58           | 32.08%       | Ganador   | Ganador | Ganador | Ganador | Ganador | Ganador | Ganador | Ganador | Ganador | Ganador | Ganador | Ganador | Ganador | Ganador | Ganador | Ganador | Ganador | Ganador | Ganador | Ganador | Ganador | Ganador | Ganador | Ganador | Ganador | Ganador | Ganador | Ganador | Ganador | Ganador | Ganador | Ganador | Ganador | Ganador | Ganador | Ganador | Ganador | Ganador | Ganador | Ganador |
| Jeff On   | 32 | 32 | 33 | 40           | 38           | 40           | 36           | 40           | 74           | 80           | 55           | 25.61%       | Segundo   | Segundo | Segundo | Segundo | Segundo | Segundo | Segundo | Segundo | Segundo | Segundo | Segundo | Segundo | Segundo | Segundo | Segundo | Segundo | Segundo | Segundo | Segundo | Segundo | Segundo | Segundo | Segundo | Segundo | Segundo | Segundo | Segundo | Segundo | Segundo | Segundo | Segundo | Segundo | Segundo | Segundo | Segundo | Segundo | Segundo | Segundo | Segundo | Segundo |
| Ana Laura | 25 | 32 | 31 | 36           | 34           | 35           | 36           | 39           | 77           | 71           | 58           | 21.7%        | Tercera   | Tercera | Tercera | Tercera | Tercera | Tercera | Tercera | Tercera | Tercera | Tercera | Tercera | Tercera | Tercera | Tercera | Tercera | Tercera | Tercera | Tercera | Tercera | Tercera | Tercera | Tercera | Tercera | Tercera | Tercera | Tercera | Tercera | Tercera | Tercera | Tercera | Tercera | Tercera | Tercera | Tercera | Tercera | Tercera | Tercera | Tercera | Tercera | Tercera |
| Jafet     | 28 | 30 | 33 | 34           | 39           | 40           | 39           | 40           | 71           | 80           | 54           | 20.61%       | Cuarta    | Cuarta  | Cuarta  | Cuarta  | Cuarta  | Cuarta  | Cuarta  | Cuarta  | Cuarta  | Cuarta  | Cuarta  | Cuarta  | Cuarta  | Cuarta  | Cuarta  | Cuarta  | Cuarta  | Cuarta  | Cuarta  | Cuarta  | Cuarta  | Cuarta  | Cuarta  | Cuarta  | Cuarta  | Cuarta  | Cuarta  | Cuarta  | Cuarta  | Cuarta  | Cuarta  | Cuarta  | Cuarta  | Cuarta  | Cuarta  | Cuarta  | Cuarta  | Cuarta  | Cuarta  | Cuarta  |
| César     | 28 | 32 | 34 | 34           | 35           | 32           | 40           | 40           | 74           | 74           | 56           | 8° eliminado | 5° Lugar  |         |         |         |         |         |         |         |         |         |         |         |         |         |         |         |         |         |         |         |         |         |         |         |         |         |         |         |         |         |         |         |         |         |         |         |         |         |         |         |
| James     | 29 | 32 | 37 | 36           | 33           | 32           | 36           | 36           | 68           | 68           | 7° eliminado | 7° eliminado | 6° Lugar  |         |         |         |         |         |         |         |         |         |         |         |         |         |         |         |         |         |         |         |         |         |         |         |         |         |         |         |         |         |         |         |         |         |         |         |         |         |         |         |
| Jenny     | 25 | 27 | 30 | 28           | 32           | 40           | 35           | 33           | 68           | 6° eliminada | 6° eliminada | 6° eliminada | 7° Lugar  |         |         |         |         |         |         |         |         |         |         |         |         |         |         |         |         |         |         |         |         |         |         |         |         |         |         |         |         |         |         |         |         |         |         |         |         |         |         |         |
| Dani Maro | 25 | 30 | 32 | 34           | 33           | 35           | 34           | 35           | 5° eliminado | 5° eliminado | 5° eliminado | 5° eliminado | 8° Lugar  |         |         |         |         |         |         |         |         |         |         |         |         |         |         |         |         |         |         |         |         |         |         |         |         |         |         |         |         |         |         |         |         |         |         |         |         |         |         |         |
| Rowena    | 28 | 30 | 30 | 34           | 34           | 35           | 36           | 4° eliminada | 4° eliminada | 4° eliminada | 4° eliminada | 4° eliminada | 9° Lugar  |         |         |         |         |         |         |         |         |         |         |         |         |         |         |         |         |         |         |         |         |         |         |         |         |         |         |         |         |         |         |         |         |         |         |         |         |         |         |         |
| Valery    | 20 | 32 | 28 | 31           | 37           | 3° eliminada | 3° eliminada | 3° eliminada | 3° eliminada | 3° eliminada | 3° eliminada | 3° eliminada | 10° Lugar |         |         |         |         |         |         |         |         |         |         |         |         |         |         |         |         |         |         |         |         |         |         |         |         |         |         |         |         |         |         |         |         |         |         |         |         |         |         |         |
| Sofía     | 27 | 25 | 29 | 32           | 2° eliminada | 2° eliminada | 2° eliminada | 2° eliminada | 2° eliminada | 2° eliminada | 2° eliminada | 2° eliminada | 11° Lugar |         |         |         |         |         |         |         |         |         |         |         |         |         |         |         |         |         |         |         |         |         |         |         |         |         |         |         |         |         |         |         |         |         |         |         |         |         |         |         |
| Steven    | 23 | 25 | 30 | 1° eliminado | 1° eliminado | 1° eliminado | 1° eliminado | 1° eliminado | 1° eliminado | 1° eliminado | 1° eliminado | 1° eliminado | 12° Lugar |         |         |         |         |         |         |         |         |         |         |         |         |         |         |         |         |         |         |         |         |         |         |         |         |         |         |         |         |         |         |         |         |         |         |         |         |         |         |         |

     Puntaje más alto.

     Puntaje más bajo/a.

     Nominado y salvado/a por el jurado.

    
Nominado y eliminado por el jurado.

##### Los Votos del Jurado para Niños
Los votos del jurado tienen decisión en el enfrentamiento y en la final, ya que se encargan de escoger al ganador. Durante las galas de competencia sus puntajes son solamente referenciales
| Jeremy  | 29 | 28 | 32 | 38 | 35 | 32           | 34           | 39           | 66           | 73           | 57           | 77.97%       | Ganador  | Ganador | Ganador | Ganador | Ganador | Ganador | Ganador | Ganador | Ganador | Ganador | Ganador | Ganador | Ganador | Ganador | Ganador | Ganador | Ganador | Ganador | Ganador | Ganador | Ganador | Ganador | Ganador | Ganador | Ganador | Ganador | Ganador | Ganador | Ganador | Ganador | Ganador | Ganador | Ganador | Ganador | Ganador | Ganador | Ganador | Ganador | Ganador | Ganador |
| Mariser | 28 | 29 | 35 | 30 | 34 | 39           | 38           | 35           | 72           | 69           | 54           | 23.03%       | Segunda  | Segunda | Segunda | Segunda | Segunda | Segunda | Segunda | Segunda | Segunda | Segunda | Segunda | Segunda | Segunda | Segunda | Segunda | Segunda | Segunda | Segunda | Segunda | Segunda | Segunda | Segunda | Segunda | Segunda | Segunda | Segunda | Segunda | Segunda | Segunda | Segunda | Segunda | Segunda | Segunda | Segunda | Segunda | Segunda | Segunda | Segunda | Segunda | Segunda |
| Lucas   | 26 | 32 | 36 | 37 | 32 | 36           | 35           | 38           | 72           | 69           | 51           | 3° eliminado | 3° Lugar |         |         |         |         |         |         |         |         |         |         |         |         |         |         |         |         |         |         |         |         |         |         |         |         |         |         |         |         |         |         |         |         |         |         |         |         |         |         |         |
| Maykol  | 31 | 29 | 29 | 32 | 32 | 31           | 32           | 34           | 2° eliminado | 2° eliminado | 2° eliminado | 2° eliminado | 4° Lugar |         |         |         |         |         |         |         |         |         |         |         |         |         |         |         |         |         |         |         |         |         |         |         |         |         |         |         |         |         |         |         |         |         |         |         |         |         |         |         |
| Amanda  | 25 | 31 | 31 | 32 | 31 | 1° eliminada | 1° eliminada | 1° eliminada | 1° eliminada | 1° eliminada | 1° eliminada | 1° eliminada | 5° Lugar |         |         |         |         |         |         |         |         |         |         |         |         |         |         |         |         |         |         |         |         |         |         |         |         |         |         |         |         |         |         |         |         |         |         |         |         |         |         |         |

     Puntaje más alto.

     Puntaje más bajo/a.

     Enfrentamiento y salvado/a por el jurado.

    
Eliminado por menor puntaje acumulado.

##### Desafíos y retos
- Gala "Año Memorable"

En la quinta gala, los participantes representarán por medio de una canción el año más importante de sus vidas.
- Noche de dúos con participantes de temporadas anteriores

En la octava gala, los participantes deberán cantar en dúos con participantes de temporadas anteriores, los cuales quedaron de esta forma:
- Ana Laura Madriga y Alexánder 'Zorán' Arce - (Ganador de la quinta temporada)
- Jenny Gómez y Yecson Carvajal - (Ganador de la primera temporada)
- Jafet Jerez y Cristian Madriz - (Ganador de la segunda temporada)
- Dani Maro y Juan José 'Kike' Ramírez - (Segundo lugar de la quinta temporada)
- James Angulo y Xiomara Ramírez - (Ganadora de la primera temporada)
- Jefferson Donado y Priscilla Díaz - (Tercer lugar de la quinta temporada)
- César Fuentes y Franciny Quirós - (Quinto lugar de la quinta temporada)
- Gustavo Marín y Haury Cerdas - (Ganador de la tercera temporada)
- Mariser Picado y Ariel Darío - (Segundo lugar de la  quinta temporada)
- Maykol Cordero y Imani Campbell - (Ganadora de la cuarta temporada)
- Lucas Guerrero y Leo Jara - (Cuarto lugar de la quinta temporada)
- Jeremy Solís y Sarita Barboza - (Ganadora de la quinta temporada)

- Noche de dúos entre los participantes

En la novena gala los participantes debían cantar en dúos, los cuales quedaron de esta forma:
- César Fuentes y Mariser Picado
- James Angulo y Lucas Guerrero
- Jafet Jerez y Jeremy Solís
- Jefferson Donado y Jenny Gómez
- Ana Laura Madrigal yGustavo Marín

### Nace Una Estrella en CONCIERTO
La gira de los 17 participantes se realizará en Jazz Café, al menos cuatro de ellos.
- El primer concierto se realizará el 23 de octubre de 2023.
- El segundo concierto se realizará el 13 de noviembre de 2023.
- El tercer concierto se realizará el 20 de noviembre de 2023.
- El cuarto concierto se realizará el 22 de noviembre de 2023.
- El quinto concierto se realizará el 14 de diciembre de 2023.

## Séptima Temporada (2025)
- Artículo principal:  Nace una Estrella (temporada 7)

La séptima temporada fue oficialmente anunciada el 23 de enero del 2025 a través de las redes sociales oficiales anunciando que el 31 de enero del 2025 iniciaría la apertura de las inscripciones. La temporada será estrenada el 6 de abril de 2025.

### Formato y Mecánica
La idea del programa es encontrar nuevos artistas nacionales, mediante un concurso de canto. Durante 12 galas, 17 participantes, serán divididos en dos grupos, 12 adultos y 5 niños.

#### Audiciones
Las audiciones se llevaron a cabo desde el 17 de febrero y finalizaron el 2 de maro del 2025.

#### Presentadores
Los presentadores de esta temporada son los siguientes:
- Edgar Silva: periodista, ha sido el presentador de los programas especiales de Teletica como Bailando por un Sueño, Cantando por un Sueño, Studio 7, Nace una Estrella 1, 2, 4 y 5, Pequeños Gigantes.
- Johanna Solano: modelo  y presentadora, ha presentado programas de Televisa específicamente en Ritmoson Latino.  En Teletica ha trabajado como presentadora de la Revista Mundialista y fue celebridad ganadora de la quinta temporada de Dancing with the Stars (Costa Rica).
- Lisbeth Valverde: modelo y reina de belleza costarricense, fue participante de la primera temporada de Mira quien baila (Costa Rica).

### Jurado
Los encargados de seleccionar a las nuevas estrellas serán:
- Debi Nova: Su canción ”One Rhythm” llegó al #1 en la lista Billboard Dance Club, y ha colaborado con artistas como The Black Eyed Peas, Sean Paul, Sergio Mendes, Mark Ronson, Ricky Martin y Franco De Vita. Su último álbum, 3:33 (2020) recibió tres nominaciones y un premio en los Latin Grammys 2020, y una nominación a los premios Grammy 2021, convirtiéndola, por esta última, en la primera artista costarricense en ser galardonada con el reconocimiento.

- Joaquín Yglesias: tenor costarricense y una de las voces más influyentes de la escena nacional. Joaquín ha participado en un sinnúmero de conciertos, óperas, cantatas, oratorios, zarzuelas como solista entre ellas “Luisa Fernanda”, “La Gran Via”, “Carmina Burana”, “Magnificat de Vivaldi”, “Stabat Mater de Karl Jenkins” entre muchas otras en los Teatros Nacionales, Bolshoi Drama Theatre de Rusia, Ana Yanci de Panamá y muchos otros más.

- Marvin Araya: director y fundador de la Orquesta Filarmónica, también ha sido director invitado Orquesta Sinfónica Nacional y es el actual director de la Orquesta Sinfónica Infantil. Junto a la Orquesta Filarmónica ha acompañado a artistas como Luciano Pavarotti, Andrea Bocelli, Armando Manzanero, Fito Páez, Pau Dones y Natalia Lafourcade entre muchos otros.

- Myriam Hernández: tiene una larga trayectoria musical, ha sido reconocida con premios Grammy y Billboard, así como Gaviotas de oro, plata y platino en el Festival de Viña del Mar, realizado en su país natal. Incluso, la artista se presentó en su última edición, este 2025, donde se le reconoció su carrera y conexión con el público.[2]

### Participantes
113 personas fueron a una segunda ronda de audiciones antes de definir a los 15 finalistas del programa Nace una estrella. 
La lista completa de preseleccionados es la siguiente:
| Lista de los 113 precalificados. |                                |                               |                            |                                 |                             |                              |                        |                               |                    |
| Albin Fernández                  | Axel Steven Jiménez Jiménez    | Ana Rivas                     | Karen Box                  | Silvia Marín                    | Eulogio García Ruiz         | Johan Zúñiga                 | Valek Steve Mora Marín | Mariel Salazar                | Amy Viales         |
| Andrea Loretto                   | Sofía Molina                   | María Gabriela Ramírez Solera | Alejandra Alfaro           | Stacy Morales                   | Jurgen González Salas       | Christopher Alfaro           | Victoria Paniagua      | Natalia Brautigan             | José Murillo       |
| Dilan Buzano                     | Mario Quirós                   | Keylor Trejos                 | José Rodríguez             | Adriana Calvo Cerdasf           | María Fernanda Bárcenas     | Yeris David Lobo             | Meilyn Medrano         | Jessica López Cambronero      | Isabella Carvajal  |
| Sebastián Chinchilla             | Sofía Rojas                    | Maribeth Rivas                | Alejandro Pacheco          | Maximiliano Cruz                | José Alonso Cerdas González | Schammir Van Der Hoogth Luna | Verónica Quirós        | Jennifer Arguedas             | Karol Campos Nuñez |
| Melissa Fernández                | Lindsay Rosales Fernández      | Mariana Calvo                 | Yeison Montero             | Michael Arley Abarca            | Danna Esquivel              | Jimena Bolaños               | Cristian Castro        | Joselyn Segura                | Kimberly Esquivel  |
| Yeudi Cerdas Figueroa            | José Fallas Carvajal           | Manuel Mora                   | Linzeth Avellan            | Alberto Ismael Murillo Meléndez | Amira Benavides             | Daniel Solera                | Melanie Álvarez        | Santiago Abarca               | Fiorella Clark     |
| Ana Yancy Varela                 | Raúl Canessa Elizondo          | Armando Alonso                | Berly Sirias               | Sharlyn Sánchez                 | Heizel Alfaro               | Daysel Núñez Madrigal        | José Alfaro            | María Fernanda Campos Jiménez | Andrés Zamora      |
| Franciny Castillo                | Iván Segura                    | Rosmery Navarro               | Gabriel Alpízar            | Guiselle Ugarte                 | Paola Castro                | Sofía Castro                 | Allen González         | Valeria Quirós                | Emma Monge         |
| Vivianne Juárez Cubero           | Jefferson Guido                | José Daniel Castillo          | Erick Josué Zúñiga         | Andrés Alonso Ramírez           | Alexis Brenes               | María Alexandra Viales       | Luz Cano               | Reichel Masis                 | Andrés Segura      |
| Amanda Garita                    | Víctor Alfonso Navarro Ramírez | Juan David Montero Segura     | Priscilla Guzmán Solórzano | Keren Sanabria                  | Sebastián Saldaño           | Noemy Fallas                 | Maybell Porras Guzmán  | Elberth Fabián Guevara        | Jimena Bermúdez    |
| Santiago García Bermúdez         | Ivonne Tencio Quirós           | Esteban Hernández             | Natalia Villalobos Jara    | Michael Palacios                | Jonathan Varela             | Alejandro Galarza            | Alejandra Paco Vásquez | Andrés Castro Chavarría       | Luciana Mora       |
| Owen Brown                       | Irvin Ureña                    | Yoselyn Araya Ruiz            |                            |                                 |                             |                              |                        |                               |                    |

     Participantes con pase directo a la segunda ronda desde las audiciones.

##### Participantes jóvenes y adultos
Los participantes de jóvenes y adultos son:
| Participante                    | Ocupación              | Edad | Nacionalidad  | Zona de Riesgo | Resultado                  |
| ------------------------------- | ---------------------- | ---- | ------------- | -------------- | -------------------------- |
| Yeris David Lobo Quirós         | Creador de contenido   | 20   | costarricense |                | Ganador                    |
| Rosmery Navarro Barahona        |                        | 19   | costarricense |                | Segundo lugar              |
| Franciny Castillo Hurtado       | Cantante               | 28   | costarricense |                | Tercer lugar               |
| Karen Box Ruiz                  | Cantante               | 32   | costarricense | 4              | Cuarto Lugar               |
| Verónica Quirós Paniagua        | Asistente Legal        | 23   | costarricense | 3              | 8va concursante eliminada  |
| Alejandro Galarza Madrigal      | Interprete de idiomas. | 33   | costarricense | 2              | 7mo concursante eliminado  |
| Jessica López Cambronero        | Cantante               | 34   | costarricense | 3              | 6ta concursante eliminada  |
| José Martín Rodríguez Jiménez   | Cantante               | 35   | costarricense | 2              | 5to concursante eliminado  |
| Andrés Zamora Soto              | Empresario, Músico.    | 27   | costarricense | 1              | 4to concursante eliminado  |
| Alberto Ismael Murillo Meléndez |                        | 57   | costarricense | 1              | 3er concursante eliminado  |
| Albin Fernández Amador          | Artesano, Músico.      | 37   | costarricense | 1              | 2do concursante eliminado  |
| Maribeth Rivas Blanco           |                        | 27   | costarricense | 0              | 1era concursante eliminada |

##### Participantes Niños
Los participantes niños son:
| Participante              | Ocupación  | Edad | Nacionalidad  | Zona de Riesgo | Resultado                 |
| ------------------------- | ---------- | ---- | ------------- | -------------- | ------------------------- |
| Juan David Montero Segura | Estudiante | 13   | costarricense | 1              | Ganador                   |
| Vivianne Juárez Cubero    | Estudiante | 12   | costarricense | 1              | Segundo lugar             |
| Santiago Abarca Cordero   | Estudiante | 10   | costarricense | 2              | 3er concursante eliminado |
| Sofía Castro Sánchez      | Estudiante | 13   | costarricense | 2              | 2da concursante eliminada |
| Maximiliano Cruz Artavia  | Estudiante | 11   | costarricense | 1              | 1er concursante eliminado |

#### Los Votos del Jurado
Los jueces eliminarán de forma directa a un participante en la primera gala eliminación de acuerdo a su rendimiento. A partir de la tercera gala, ellos emitirán puntuaciones del 3 al 10, como referencia para que el público pueda votar. Al final, los dos participantes con menor cantidad de votos del público irán a Zona de riesgo, y serán los jueces quienes decidan al participante que saldrá de la competencia.

### Votos del Jurado para Adultos-Jóvenes
| Yeris       | Seguro | Seguro | 30           | 28           | 26           | 20           | 34           | 37           | 74           | 72           | 77           | 42.68%       | Ganador   | Ganador | Ganador | Ganador | Ganador | Ganador | Ganador | Ganador | Ganador | Ganador | Ganador | Ganador | Ganador | Ganador | Ganador | Ganador | Ganador | Ganador | Ganador | Ganador | Ganador | Ganador | Ganador | Ganador | Ganador | Ganador | Ganador | Ganador | Ganador | Ganador | Ganador | Ganador | Ganador | Ganador | Ganador | Ganador | Ganador | Ganador | Ganador | Ganador |
| Rosmery     | Segura | Segura | 30           | 25           | 23           | 26           | 36           | 32           | 74           | 71           | 72           |              | Segunda   | Segunda | Segunda | Segunda | Segunda | Segunda | Segunda | Segunda | Segunda | Segunda | Segunda | Segunda | Segunda | Segunda | Segunda | Segunda | Segunda | Segunda | Segunda | Segunda | Segunda | Segunda | Segunda | Segunda | Segunda | Segunda | Segunda | Segunda | Segunda | Segunda | Segunda | Segunda | Segunda | Segunda | Segunda | Segunda | Segunda | Segunda | Segunda | Segunda |
| Franciny    | Segura | Segura | 31           | 31           | 26           | 30           | 35           | 40           | 72           | 69           | 80           |              | Tercera   | Tercera | Tercera | Tercera | Tercera | Tercera | Tercera | Tercera | Tercera | Tercera | Tercera | Tercera | Tercera | Tercera | Tercera | Tercera | Tercera | Tercera | Tercera | Tercera | Tercera | Tercera | Tercera | Tercera | Tercera | Tercera | Tercera | Tercera | Tercera | Tercera | Tercera | Tercera | Tercera | Tercera | Tercera | Tercera | Tercera | Tercera | Tercera | Tercera |
| Karen       | Segura | Segura | 30           | 30           | 24           | 23           | 29           | 37           | 69           | 68           | 76           |              | Cuarta    | Cuarta  | Cuarta  | Cuarta  | Cuarta  | Cuarta  | Cuarta  | Cuarta  | Cuarta  | Cuarta  | Cuarta  | Cuarta  | Cuarta  | Cuarta  | Cuarta  | Cuarta  | Cuarta  | Cuarta  | Cuarta  | Cuarta  | Cuarta  | Cuarta  | Cuarta  | Cuarta  | Cuarta  | Cuarta  | Cuarta  | Cuarta  | Cuarta  | Cuarta  | Cuarta  | Cuarta  | Cuarta  | Cuarta  | Cuarta  | Cuarta  | Cuarta  | Cuarta  | Cuarta  | Cuarta  |
| Verónica    | Segura | Segura | 31           | 31           | 27           | 26           | 33           | 33           | 62           | 71           | 70           | 8° eliminada | 5° Lugar  |         |         |         |         |         |         |         |         |         |         |         |         |         |         |         |         |         |         |         |         |         |         |         |         |         |         |         |         |         |         |         |         |         |         |         |         |         |         |         |
| Alejandro   | Seguro | Seguro | 29           | 30           | 20           | 24           | 33           | 34           | 62           | 67           | 7° eliminado | 7° eliminado | 6° Lugar  |         |         |         |         |         |         |         |         |         |         |         |         |         |         |         |         |         |         |         |         |         |         |         |         |         |         |         |         |         |         |         |         |         |         |         |         |         |         |         |
| Jessica     | Segura | Segura | 29           | 31           | 22           | 23           | 30           | 35           | 70           | 6° eliminada | 6° eliminada | 6° eliminada | 7° Lugar  |         |         |         |         |         |         |         |         |         |         |         |         |         |         |         |         |         |         |         |         |         |         |         |         |         |         |         |         |         |         |         |         |         |         |         |         |         |         |         |
| José Martín | Seguro | Seguro | 30           | 30           | 22           | 25           | 27           | 5° eliminado | 5° eliminado | 5° eliminado | 5° eliminado | 5° eliminado | 8° Lugar  |         |         |         |         |         |         |         |         |         |         |         |         |         |         |         |         |         |         |         |         |         |         |         |         |         |         |         |         |         |         |         |         |         |         |         |         |         |         |         |
| Andrés      | Seguro | Seguro | 26           | 23           | 20           | 21           | 4° eliminado | 4° eliminado | 4° eliminado | 4° eliminado | 4° eliminado | 4° eliminado | 9° Lugar  |         |         |         |         |         |         |         |         |         |         |         |         |         |         |         |         |         |         |         |         |         |         |         |         |         |         |         |         |         |         |         |         |         |         |         |         |         |         |         |
| Alberto     | Seguro | Seguro | 28           | 27           | 3° eliminado | 3° eliminado | 3° eliminado | 3° eliminado | 3° eliminado | 3° eliminado | 3° eliminado | 3° eliminado | 10° Lugar |         |         |         |         |         |         |         |         |         |         |         |         |         |         |         |         |         |         |         |         |         |         |         |         |         |         |         |         |         |         |         |         |         |         |         |         |         |         |         |
| Albin       | Seguro | Seguro | 24           | 2° eliminado | 2° eliminado | 2° eliminado | 2° eliminado | 2° eliminado | 2° eliminado | 2° eliminado | 2° eliminado | 2° eliminado | 11° Lugar |         |         |         |         |         |         |         |         |         |         |         |         |         |         |         |         |         |         |         |         |         |         |         |         |         |         |         |         |         |         |         |         |         |         |         |         |         |         |         |
| Maribeth    | Segura | Elim   | 1° eliminada | 1° eliminada | 1° eliminada | 1° eliminada | 1° eliminada | 1° eliminada | 1° eliminada | 1° eliminada | 1° eliminada | 1° eliminada | 12° Lugar |         |         |         |         |         |         |         |         |         |         |         |         |         |         |         |         |         |         |         |         |         |         |         |         |         |         |         |         |         |         |         |         |         |         |         |         |         |         |         |

     Puntaje más alto.

     Puntaje más bajo.

     Eliminanción Directa.

     Zona de Riesgo y fue salvado/a por el jurado.

     Zona de Riesgo y fue eliminado/a por el jurado.

### Votos del Jurado para Niños
| Juan David  | Seguro | Seguro | 30 | 23 | 24 | 23 | 33           | 32           | 65           | 69           | 80           | 61.5%        | Ganador  | Ganador | Ganador | Ganador | Ganador | Ganador | Ganador | Ganador | Ganador | Ganador | Ganador | Ganador | Ganador | Ganador | Ganador | Ganador | Ganador | Ganador | Ganador | Ganador | Ganador | Ganador | Ganador | Ganador | Ganador | Ganador | Ganador | Ganador | Ganador | Ganador | Ganador | Ganador | Ganador | Ganador | Ganador | Ganador | Ganador | Ganador | Ganador | Ganador |
| Vivianne    | Segura | Segura | 25 | 30 | 24 | 23 | 37           | 35           | 76           | 80           | 80           | 38.5%        | Segunda  | Segunda | Segunda | Segunda | Segunda | Segunda | Segunda | Segunda | Segunda | Segunda | Segunda | Segunda | Segunda | Segunda | Segunda | Segunda | Segunda | Segunda | Segunda | Segunda | Segunda | Segunda | Segunda | Segunda | Segunda | Segunda | Segunda | Segunda | Segunda | Segunda | Segunda | Segunda | Segunda | Segunda | Segunda | Segunda | Segunda | Segunda | Segunda | Segunda |
| Santiago    | Seguro | Seguro | 27 | 26 | 23 | 27 | 28           | 35           | 69           | 69           | 68           | 3° eliminado | 3° Lugar |         |         |         |         |         |         |         |         |         |         |         |         |         |         |         |         |         |         |         |         |         |         |         |         |         |         |         |         |         |         |         |         |         |         |         |         |         |         |         |
| Sofía       | Segura | Segura | 30 | 27 | 24 | 26 | 27           | 33           | 2° eliminada | 2° eliminada | 2° eliminada | 2° eliminada | 4° Lugar |         |         |         |         |         |         |         |         |         |         |         |         |         |         |         |         |         |         |         |         |         |         |         |         |         |         |         |         |         |         |         |         |         |         |         |         |         |         |         |
| Maximiliano | Seguro | Seguro | 25 | 28 | 21 | 25 | 1° eliminado | 1° eliminado | 1° eliminado | 1° eliminado | 1° eliminado | 1° eliminado | 5° Lugar |         |         |         |         |         |         |         |         |         |         |         |         |         |         |         |         |         |         |         |         |         |         |         |         |         |         |         |         |         |         |         |         |         |         |         |         |         |         |         |

     Puntaje más alto.

     Puntaje más bajo.

     Eliminanción Directa.

     Zona de Riesgo y fue salvado/a por el jurado.

     Puntaje más alto, pero fue a Zona de Riesgo y fue salvado/a por el jurado.

     Zona de Riesgo y fue eliminado/a por el jurado.

### Nace Una Estrella en CONCIERTO
La gira de los 17 participantes se realizó en Jazz Café. 
- El primer concierto se realizó el 20 de mayo de 2025.
- El segundo concierto se realizó el 27 de mayo de 2025.
- El tercer concierto se realizó el 11 de junio de 2025.
- El cuarto concierto se realizó el 1 de julio de 2025.

## Novedades

### Nace una Estrella: Video Podcast
Nace una Estrella presenta su video podcast: Detrás de escena de la competencia y más.
Este nuevo espacio de entretenimiento, lleno de conversaciones, juegos, música y más, se prepara para su estreno el 30 de agosto, ofreciendo 13 episodios que se irán lanzando semanalmente, en sincronía con el avance de la competencia.
Cada episodio, con una duración estimada de entre 20 y 30 minutos, será un espacio para descubrir detalles inéditos, preguntas variadas y seguimiento detallado de la competencia.
Cada semana, entre dos y tres participantes de la competencia se sentarán con los anfitriones del podcast, María Fernanda León y Fiorella Brenes, para explorar diversos temas y desafíos.

#### Episodios
| N.º Episodio | Título                                      | Invitados                                                        | Fecha de estreno         |
| ------------ | ------------------------------------------- | ---------------------------------------------------------------- | ------------------------ |
| 1            | Mi Primera Vez en Público                   | Edgar Silva. Johanna Solano. Rodrigo Lagunas.                    | 30 de agosto de 2023     |
| 2            | Mi Sueño de Niño era...                     | Jefferson Donado. Daniel Fonseca.                                | 6 de septiembre de 2023  |
| 3            | Cuando sea grande quiero...                 | Mariser Picado. Lucas Guerrero.                                  | 13 de septiembre de 2023 |
| 4            | Soy lo suficiente fuerte para...            | James Angulo. Steven Campos.                                     | 20 de septiembre de 2023 |
| 5            | Mi terapia de relax es…                     | Jefferson Donado. Sofía Gatgens. Jeremy Solís.                   | 27 de septiembre de 2023 |
| 6            | Antes de tomar el micrófono debo…           | Valery Álvarez. Amanda Alonso.                                   | 4 de octubre de 2023     |
| 7            | Redes sociales en medio de una competencia… | Gustavo Marín. Ana Laura Madrigal.                               | 11 de octubre de 2023    |
| 8            | ¿Por Qué Soy Así?                           | Rowena Scott. César Fuentes.                                     | 18 de octubre de 2023    |
| 9            | A Veces Me Juzgan Porque...                 | Dani Maro. Maykol Cordero.                                       | 25 de octubre de 2023    |
| 10           | ¿Solteros y a la orden?                     | James Angulo. Ana Laura Madrigal.                                | 1 de noviembre de 2023   |
| 11           | Consejos para ligar                         | Jafeth Jerez. Silvia Baltodano.                                  | 8 de noviembre de 2023   |
| 12           | Momentos que me mantienen humilde           | Lucas Guerrero. César Fuentes. Ana Laura Madrigal. Jeremy Solís. | 15 de noviembre de 2023  |
| 13           | Ganadores del trofeo                        | Gustavo Marín Jeremy Solís                                       | 22 de noviembre de 2023  |

## Curiosidades
- Nace una Estrella había sido en años anteriores un mini-concurso de canto de 7 Estrellas, en el cual jóvenes cantaban con un famoso.
- Luz María Romero, profesora de Nace una Estrella, dio a luz el día de la final de la primera temporada.
- En la primera temporada, los jueces no se pudieron poner de acuerdo al escoger un ganador entre Xiomara Ramírez y Yecson Carvajal por lo que la producción decidió que ambos resultaran ganadores.
- Xiomara Ramírez desde pequeña había ganado otros concursos de canto de Teletica y fue la encargada de un espacio de manualidades en el programa infantil RG Elementos.
- Xiomara Ramírez y Roger Morales cuando eran niños participaron en un karaoke infantil de Teletica, Xiomara resultó ganadora.
- Yecson Carvajal es primo de Romaldo Rodríguez, ganador de Cantando por un Sueño.
- La primera temporada de Nace una Estrella es la única que solamente ha tenido 10 galas y fue realizada en el Auditorio Nacional.
- Valeria Sibaja, participante de la primera temporada, fue contratada por el canal VM Latino como presentadora.
- El escenario de la primera y segunda temporada fue el idéntico.
- La sexta temporada ha sido la que más participantes ha incluido, 17 en total.
- En la tercera temporada se abrieron dos categorías: Niños y Adultos-Jóvenes.
- Fer Monge ha sido la participante que a más enfrentamientos se ha salvado.
- Karla Matarrita se dedicó al modelaje después de participar en la segunda temporada.
- Melissa Chavaría fue contratada por Teletica como parte del coro de la banda del programa A Toda Máquina, después de participar en la tercera temporada.
- Ely Santamaría, participante de la segunda temporada, tiene una sección en el programa A Toda Máquina en donde ella es la presidenta del club de la casa en un árbol.
- Pablo Mesén, de la cuarta temporada de Nace Una Estrella, fue el concursante con más apoyo del público recibido, pues, de todas los concursantes, solo él logró alcanzar el récord de 50% de la votación del público.
- La quinta temporada de Nace una Estrella es la primera temporada en no contar con público, debido a las medidas sanitarias por el Covid.
- La quinta temporada de Nace Una Estrella es la primera temporada en no tener los Enfrentamientos, que se realizaron desde la temporada 1 hasta temporada 4.
- Luis "LuisD" Delgado de la quinta temporada de Nace Una Estrella es el primer concursante en renunciar a la competencia.
- Alejandro "Alejo" Núñez de la quinta temporada de Nace Una Estrella, es el primer concursante que lamentablemente falleció antes de la 7.ª gala.
- "Zorán" Arce, de la quinta temporada de Nace Una Estrella, es el concursante con más apoyo del público recibido, ya que, de todos los concursantes, solo él logró alcanzar el récord de más 70% de la votación del público.
- La sexta temporada de Nace una Estrella hace que sea el segundo programa de Teletica Formatos en tener seis temporadas.
- La sexta temporada de Nace una Estrella es la primera temporada en tener una segunda ronda de audiciones para elegir a los participantes finalistas.
- La sexta temporada es la que más participantes ha incluido.,17 en total.
- La sexta temporada de Nace Una Estrella es la segunda temporada en incluir participantes extranjeros, la primera vez fue la primera temporada con Marta Castro de Panamá.
- La séptima temporada de Nace una Estrella es la primera en anunciar a un clasificado a segunda ronda luego de hacer su audición, siendo Christian Alfaro el primer concursante en ser clasificado a la segunda ronda de audiciones.[47]
- Juan David Montero, ganador de la séptima temporada de Nace un Estrella, según las estadísticas de sus calificaciones, es el peor ganador de la categoría infantil.
- Yeris Lobo, ganador de la séptima temporada de Nace un Estrella, según las estadísticas de sus calificaciones, es el ganador de la categoría de adultos con menos galas ganadas, habiendo ganado solo 2 galas.